# Tour de Colombie 2017
Le Tour de Colombie 2017 a lieu du 1er au 13 août 2017. La Vuelta a Colombia "Oro y Paz" (nom officiel) est inscrite au calendrier de l'UCI America Tour 2017, en catégorie 2.2. Il voit la victoire d'Aristóbulo Cala.
En novembre, l'UCI informe que huit coureurs ont été contrôlés positifs lors de l'épreuve. Les produits incriminés sont, pour sept d'entre-eux, le CERA et la nandrolone pour le dernier coureur.

## Présentation

### Équipes participantes
Vingt-quatre équipes prennent part à la compétition.
| Dossards | Équipe                        |
| -------- | ----------------------------- |
| 1-8      | Manzana Postobón              |
| 11-18    | Medellín - Inder              |
| 21-26    | Team Illuminate               |
| 31-38    | Coldeportes - Zenú - Claro    |
| 41-46    | D'Amico - Utensilnord         |
| 51-58    | GW Shimano - Chaoyang - Envía |
| 61-68    | Bicicletas Strongman          |
| 71-78    | EPM                           |
| 81-86    | Sélection nationale de Suisse |
| 91-98    | FF AA Ejército Nacional       |
| 101-108  | Sogamoso Incluyente - IDRS    |
| 111-118  | Sundark Arawak Eca Team       |

| Dossards | Équipe                                                                     |
| -------- | -------------------------------------------------------------------------- |
| 121-128  | Aguardiente Antioqueño - Indeportes Antioquia - IDEA - Lotería de Medellín |
| 131-138  | Agencia Nacional de Seguridad Vial                                         |
| 141-148  | Movistar Team América                                                      |
| 151-158  | Depormundo - Multirepuestos Bosa                                           |
| 161-168  | EBSA Empresa de Energía de Boyacá                                          |
| 171-178  | Boyacá es Para Vivirla                                                     |
| 181-188  | Team Super Giros                                                           |
| 191-198  | Lotería de Boyacá - Boyacá Raza de Campeones                               |
| 201-208  | Tolima - Carnaval del Pollo - Sheffy                                       |
| 211-216  | Cundinamarca - Aguardiente Néctar - 4WD Rent a Car - IMRD Chía             |
| 221-225  | Soacha Juntos Formando Ciudad                                              |
| 231-238  | JB Ropa Deportiva                                                          |

### Règlement de la course

#### Primes
Le montant des prix et des primes distribués par l'organisateur se montent à 177 210 000 pesos colombiens. Les tableaux ci-dessous listent les primes accordées aux vingt premiers aux arrivées d'étapes, aux vingt premiers du classement général final et aux vainqueurs des classements annexes.
|          | Étapes | Étapes  | Étapes    | Étapes          | Classement général | Classement général | Classement général |
| Position | Euros  | Dollars | Étape     | Nombre d'étapes | Euros              | Dollars            | Classement général |
| 1er      | 964    | 1 014   | 3 000 000 | 12              | 5 784              | 6 082              | 30 000 000         |
| 2e       | 480    | 505     | 1 500 000 | 12              | 2 880              | 3 029              | 8 650 000          |
| 3e       | 240    | 252     | 750 000   | 12              | 1 440              | 1 514              | 4 350 000          |
| 4e       | 120    | 126     | 400 000   | 12              | 720                | 757                | 2 250 000          |
| 5e       | 96     | 101     | 300 000   | 12              | 576                | 606                | 1 750 000          |
| 6e       | 72     | 76      | 230 000   | 12              | 432                | 454                | 1 300 000          |
| 7e       | 72     | 76      | 230 000   | 12              | 432                | 454                | 1 300 000          |
| 8e       | 48     | 50      | 150 000   | 12              | 288                | 303                | 870 000            |
| 9e       | 48     | 50      | 150 000   | 12              | 288                | 303                | 870 000            |
| 10e      | 24     | 25      | 75 000    | 12              | 144                | 151                | 450 000            |
| 11e      | 24     | 25      | 75 000    | 12              | 144                | 151                | 450 000            |
| 12e      | 24     | 25      | 75 000    | 12              | 144                | 151                | 450 000            |
| 13e      | 24     | 25      | 75 000    | 12              | 144                | 151                | 450 000            |
| 14e      | 24     | 25      | 75 000    | 12              | 144                | 151                | 450 000            |
| 15e      | 24     | 25      | 75 000    | 12              | 144                | 151                | 450 000            |
| 16e      | 24     | 25      | 75 000    | 12              | 144                | 151                | 450 000            |
| 17e      | 24     | 25      | 75 000    | 12              | 144                | 151                | 450 000            |
| 18e      | 24     | 25      | 75 000    | 12              | 144                | 151                | 450 000            |
| 19e      | 24     | 25      | 75 000    | 12              | 144                | 151                | 450 000            |
| 20e      | 24     | 25      | 75 000    | 12              | 144                | 151                | 450 000            |
| Total    | 2 404  | 2 528   | 7 535 000 | 90 420 000      | 14 424             | 15 168             | 56 290 000         |

| Classements annexes                               | Vainqueur  |
| ------------------------------------------------- | ---------- |
| Classement du meilleur grimpeur                   | 6 500 000  |
| Classement des étapes volantes                    | 5 500 000  |
| Classement par points                             | 3 500 000  |
| Classement des moins de 23 ans (Sub-23)           | 4 000 000  |
| Classement par équipes                            | 5 500 000  |
| Meilleur néophyte (prime journalière x 12 étapes) | 3 000 000  |
| Meilleur étranger (prime journalière x 12 étapes) | 2 500 000  |
| Total                                             | 30 500 000 |

## Les étapes
| Étape     | Date    | Villes étapes                   | type                         | Distance (km) | Vainqueur d'étape   | Leader du classement général |
| --------- | ------- | ------------------------------- | ---------------------------- | ------------- | ------------------- | ---------------------------- |
| 1re étape | 1 août  | Rionegro – La Ceja              | contre-la-montre par équipes | 18,4          | EPM                 | Juan Pablo Suárez            |
| 2e étape  | 2 août  | Rionegro – Puerto Boyacá        | étape vallonnée              | 173,2         | Wilmar Paredes      | Nicolás Paredes              |
| 3e étape  | 3 août  | Puerto Boyacá – Barrancabermeja | étape de plaine              | 222,6         | Nelson Soto         | Nicolás Paredes              |
| 4e étape  | 4 août  | Barrancabermeja – Bucaramanga   | étape de montagne            | 165,3         | Juan Pablo Suárez   | Aristóbulo Cala              |
| 5e étape  | 5 août  | Bucaramanga – Barichara         | étape de moyenne montagne    | 118,3         | Alex Cano           | Aristóbulo Cala              |
| 6e étape  | 6 août  | Socorro – Sogamoso              | étape de moyenne montagne    | 237,7         | Griffin Easter      | Aristóbulo Cala              |
| 7e étape  | 7 août  | Tunja – Sopó                    | étape vallonnée              | 112,6         | José Serpa          | Aristóbulo Cala              |
|           | 8 août  | Journée de repos                | Journée de repos             |               |                     |                              |
| 8e étape  | 9 août  | Guarinocito – Mariquita         | contre-la-montre individuel  | 36,3          | Alex Cano           | Aristóbulo Cala              |
| 9e étape  | 10 août | La Dorada – Alto de Letras      | étape de montagne            | 131,6         | Miguel Ángel Reyes  | Aristóbulo Cala              |
| 10e étape | 11 août | Cartago – Yumbo                 | étape de plaine              | 176,1         | Nelson Soto         | Aristóbulo Cala              |
| 11e étape | 12 août | Palmira – Dosquebradas          | étape vallonnée              | 198           | Nelson Soto         | Aristóbulo Cala              |
| 12e étape | 13 août | Pereira – Pereira               | étape de plaine              | 107           | Juan Pablo Villegas | Aristóbulo Cala              |

## Récit de la course

### 1reétape
1er aout Rionegro - San Antonio de Pereira - La Ceja
Comme en 2014 et en 2015, la formation EPM s'impose dans le contre-la-montre par équipes liminaire. Juan Pablo Suárez en profite pour endosser le premier maillot de leader.
|   | Équipe                                                                     |    | Temps       |
| - | -------------------------------------------------------------------------- | -- | ----------- |
| 1 | EPM                                                                        | en | 20 min 11 s |
| 2 | Bicicletas Strongman                                                       | en | 20 min 19 s |
| 3 | Coldeportes - Zenú - Claro                                                 | en | 20 min 23 s |
| 4 | Medellín - Inder                                                           | en | 20 min 30 s |
| 5 | Aguardiente Antioqueño - Indeportes Antioquia - IDEA - Lotería de Medellín | en | 20 min 32 s |

|       | Coureur            | Pays     | Équipe                             |    | Temps       |
| ----- | ------------------ | -------- | ---------------------------------- | -- | ----------- |
| 1     | Juan Pablo Suárez  | Colombie | EPM                                | en | 20 min 11 s |
| 2     | Fabio Duarte       | Colombie | EPM                                |    | m.t.        |
| 3     | Diego Ochoa        | Colombie | EPM                                |    | m.t.        |
| ...7  | Jonathan Caicedo   | Équateur | Bicicletas Strongman               | à  | 8 s         |
| ...11 | Aristóbulo Cala    | Colombie | Bicicletas Strongman               | à  | 8 s         |
| ...13 | Alex Cano          | Colombie | Coldeportes - Zenú - Claro         | à  | 12 s        |
| ...86 | Miguel Ángel Reyes | Colombie | Agencia Nacional de Seguridad Vial | à  | 1 min 46 s  |

Pour la cinquième fois en dix ans, un contre-la-montre par équipes inaugure la compétition. L'étape initiale se déroule entièrement dans le département d'Antioquia. Le départ se fait à proximité du colisée Iván Ramiro Córdoba de Rionegro puis les coureurs traversent le corregimiento de San Antonio de Pereira. L'arrivée a lieu au parc principal de La Ceja,. Le parcours sans réelles difficultés, si ce n'est deux virages prononcés dans les derniers mille mètres, développe 18,4 kilomètres. Il est l'exact inverse de la première étape du Tour de Colombie 2010. Les équipes s'élancent de quatre en quatre minutes, à partir de 10 h 0 (heure locale). Le Cundinamarqués Heiner González ne prend pas le départ.

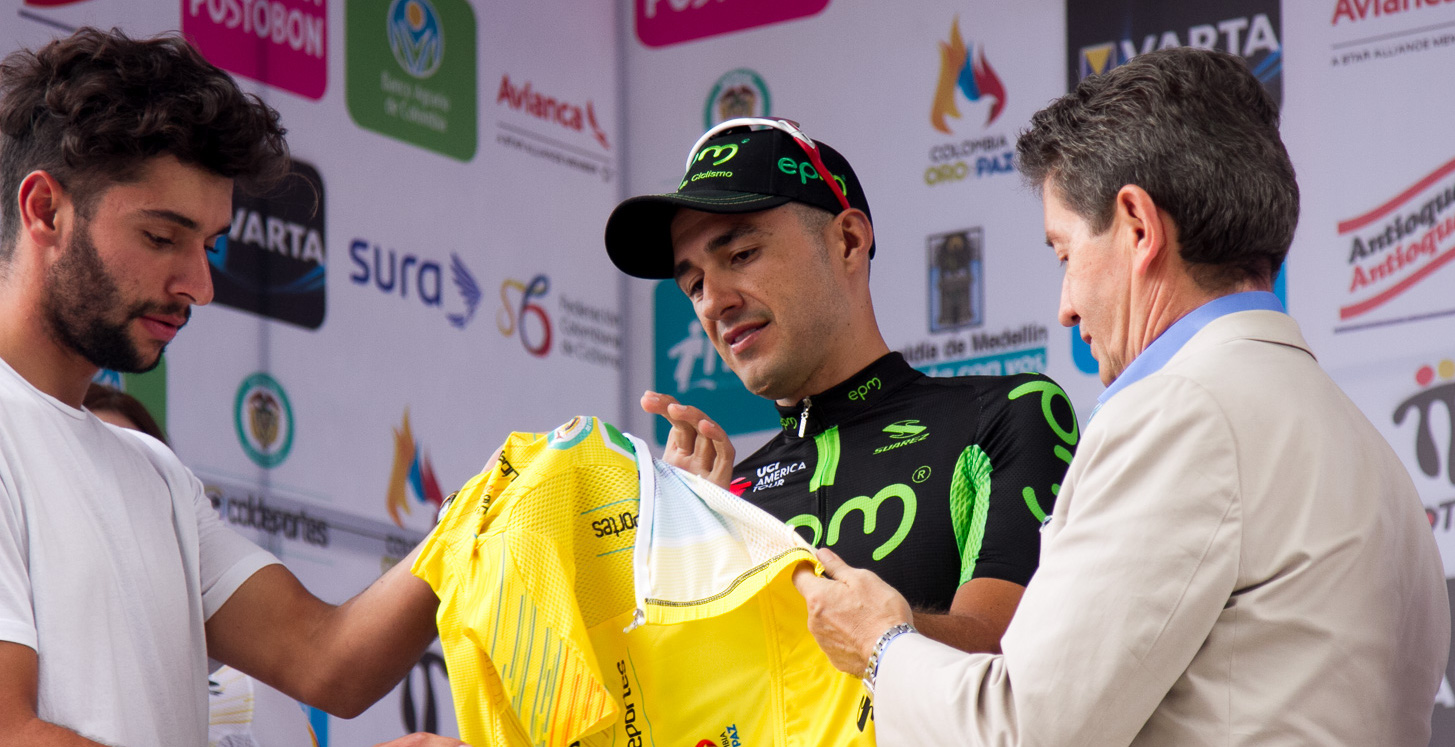
Juan Pablo Suárez enfile le maillot de leader, aidé par le natif de La Ceja Fernando Gaviria et le gouverneur d'Antioquia.

Les "EPM" déjouent les pronostics en battant l'équipe Medellín - Inder, championne de Colombie 2017 de la spécialité, avec son leader Óscar Sevilla favori pour le titre. La première équipe à s'élancer est celle de l'armée ("Ejército Nacional"), elle accomplit le parcours en 21 min 39 s, loin des meilleures. Sixième à partir, la formation Aguardiente Antioqueño  - Indeportes Antioquia - IDEA - Lotería de Medellín, avec 20 min 32 s, reste, longtemps, en tête du classement provisoire. Il faut attendre le passage de dix équipes pour que son "chrono" soit battu par les "Medellín - Inder", mais pour deux secondes seulement. Moins de quatre minutes plus tard, ces derniers sont devancés par l'équipe surprise Bicicletas Strongman, cette fois de onze secondes. Un quart d'heure passe et la formation de Raúl Mesa réalise 20 min 11 s à 54,698 km/h de moyenne. Elle obtient (puis conserve) le meilleur temps de la journée. Roulant parfois à plus de 80 km/h, l'effectif vainqueur a perdu Jairo Salas et Edwin Carvajal (relégués à 1 min 14 s et à 3 min 9 s, respectivement). L'équipe continentale Coldeportes - Zenú - Claro s'intercale et monte sur le podium de l'étape, en sacrifiant deux coureurs (Dalivier Ospina et John Martínez), tandis que les "Strongman" terminent à cinq.
Vainqueur de la 12e étape, l'année précédente, Juan Pablo Suárez est particulièrement satisfait de revêtir pour la première fois le maillot de leader de son Tour national. Pour les coureurs de la formation vainqueure, cette victoire leur donne force et motivation. Ils veulent honorer la course en offrant du spectacle. Suárez se dit satisfait du comportement de ses coéquipiers et du résultat. Il espère se maintenir aux avant-postes même s'il modère son discours en rappelant que de nombreuses choses peuvent se passer jour après jour.

### 2eétape
2 aout Rionegro - Marinilla - El Santuario - Doradal - Puerto Triunfo - Puerto Boyacá
Wilmar Paredes gagne l'étape après une longue échappée. Son compagnon de fugue Nicolás Paredes s'empare de la tête du classement général.
|       | Coureur         | Pays     | Équipe                     |    | Temps           |
| ----- | --------------- | -------- | -------------------------- | -- | --------------- |
| 1     | Wilmar Paredes  | Colombie | Manzana Postobón           | en | 3 h 56 min 30 s |
| 2     | Edwin Carvajal  | Colombie | EPM                        |    | m.t.            |
| 3     | Nicolás Paredes | Colombie | Medellín - Inder           |    | m.t.            |
| ...5  | Aristóbulo Cala | Colombie | Bicicletas Strongman       | à  | 3 s             |
| ...22 | Alex Cano       | Colombie | Coldeportes - Zenú - Claro | à  | 41 s            |

|       | Coureur            | Pays     | Équipe                             |    | Temps           |
| ----- | ------------------ | -------- | ---------------------------------- | -- | --------------- |
| 1     | Nicolás Paredes    | Colombie | Medellín - Inder                   | en | 4 h 16 min 51 s |
| 2     | Aristóbulo Cala    | Colombie | Bicicletas Strongman               | à  | 1 s             |
| 3     | Diego Ochoa        | Colombie | EPM                                | à  | 31 s            |
| 4     | Juan Pablo Suárez  | Colombie | EPM                                | à  | 31 s            |
| ...10 | Jonathan Caicedo   | Équateur | Bicicletas Strongman               | à  | 39 s            |
| ...16 | Alex Cano          | Colombie | Coldeportes - Zenú - Claro         | à  | 43 s            |
| ...88 | Miguel Ángel Reyes | Colombie | Agencia Nacional de Seguridad Vial | à  | 2 min 17 s      |

Comme la veille, la deuxième étape s'élance de Rionegro pour rejoindre le parc principal de Puerto Boyacá après 173,2 kilomètres, trois étapes volantes et deux cols. Au bout de deux kilomètres, aux environs de Marinilla, le peloton emprunte la route nationale Medellín - Bogota (es) jusqu'au km 151,9 où il prend la route nationale 45 (es) en direction du nord et de l'arrivée. En franchissant le río Magdalena au km 144,2, les coureurs quittent le département d'Antioquia pour celui de Boyacá. Selon les observateurs, les deux cols de troisième catégorie répertoriés dans les cent premiers kilomètres ne constituent pas la difficulté du jour. Celle-ci se trouve plutôt dans la chaleur rencontrée sur les routes. Ainsi une victoire de Sebastián Molano, membre de la Manzana Postobón est attendue à Puerto Boyacá.

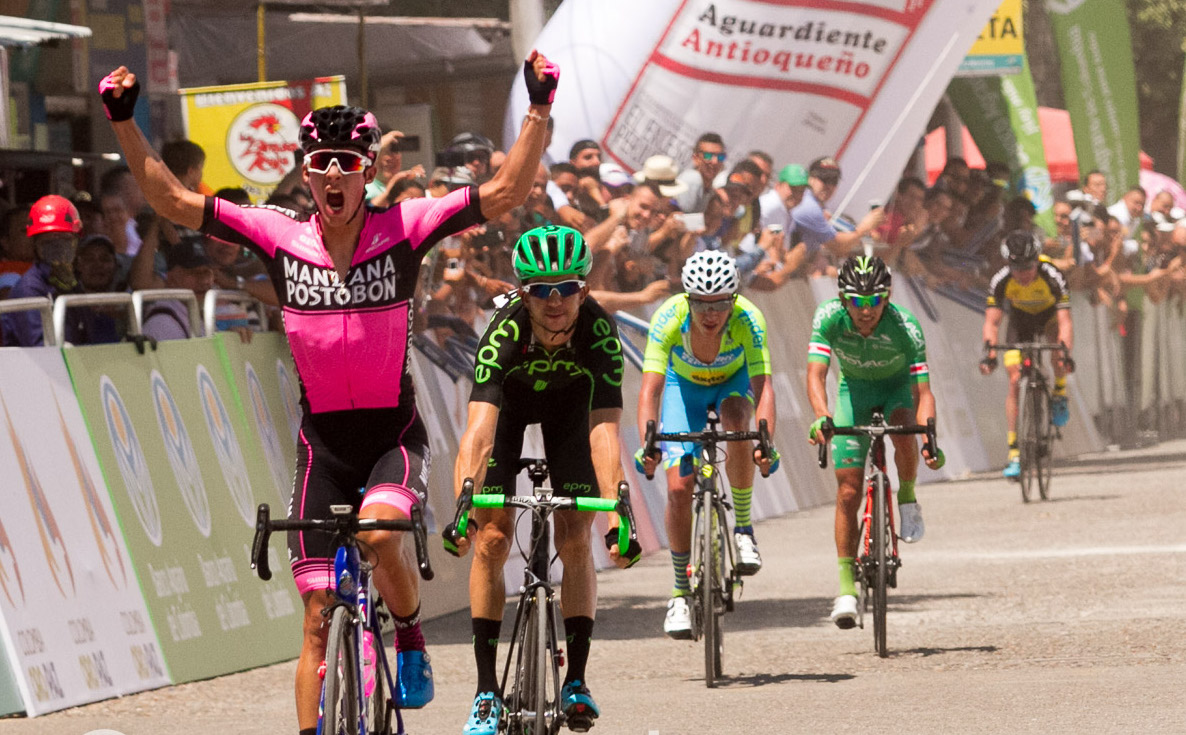
Wilmar Paredes après son sprint victorieux.

Comme elle l'avait envisagée au matin, l'équipe "Manzana Postobón" s'impose à l'arrivée mais par l'intermédiaire de Wilmar Paredes et non grâce à son sprinteur. La journée commence par quelques vaines tentatives d'échappée puis à trois kilomètres du premier sommet du jour, l'alto las Antenas, cinq hommes se désolidarisent du peloton. Ils vont obtenir jusqu'à 2 min 10 s d'avance, ce qui fait d'Aristóbulo Cala le leader virtuel de la course. Même si l'écart va se réduire, jamais la fugue ne va être en réel danger. Les équipes concernées par une chasse n'y sont pas disposées. Les "Manzana Postobón" ont Wilmar Paredes à l'avant, la formation Medellín - Inder, Nicolás Paredes et l'équipe Bicicletas Strongman, Aristóbulo Cala. Les échappés se disputent la victoire entre eux, avec l'avantage pour Wilmar de se retrouver en compagnie de grimpeurs. Il bat dans l'ordre Edwin Carvajal et son homonyme Nicolás. Cala termine légèrement décroché et perd trois secondes à l'arrivée. Pour une seconde, Nicolás Paredes peut revêtir le maillot jaune. L'ancien leader Juan Pablo Suárez et les principaux favoris arrivent avec le peloton à 41 s. Les Paredes accaparent les maillots distinctifs. Tandis que Wilmar est en tête des classements par points, du meilleur grimpeur et du meilleur jeune, Nicolás domine aussi le classement des étapes volantes. L'Italien Angelo Raffaele a abandonné en cours d'étape.
Au début de la fugue, ni Edwin Carvajal (pour protéger son coéquipier et leader Juan Pablo Suárez) ni Wilmar Paredes (pour privilégier une arrivée massive et la victoire de Sebastián Molano) ne collaborent beaucoup. Pensant l'échappée vouée à l'échec, Nicolás Paredes s'est concentré sur les sprints bonifications. Les quelques secondes grappillées ainsi lui ont permis d'obtenir « le plus grand succès de sa vie ». Wilmar Paredes a coopéré avec ses compagnons de fugue dans les vingt derniers kilomètres lorsqu'il a obtenu l'accord de sa direction sportive.

### 3eétape
3 aout Puerto Boyacá - San Pedro de la Paz - Puerto Araujo - Lizama - Barrancabermeja
Nelson Soto remporte le sprint massif au terme d'une étape qui voit Nicolás Paredes conserver son rang au classement général.
|       | Coureur          | Pays     | Équipe                     |    | Temps          |
| ----- | ---------------- | -------- | -------------------------- | -- | -------------- |
| 1     | Nelson Soto      | Colombie | Coldeportes - Zenú - Claro | en | 5 h 1 min 16 s |
| 2     | Edwin Ávila      | Colombie | Team Illuminate            |    | m.t.           |
| 3     | Jaime Castañeda  | Colombie | Movistar Team América      |    | m.t.           |
| ...24 | Jonathan Caicedo | Équateur | Bicicletas Strongman       |    | m.t.           |

|       | Coureur            | Pays     | Équipe                             |    | Temps          |
| ----- | ------------------ | -------- | ---------------------------------- | -- | -------------- |
| 1     | Nicolás Paredes    | Colombie | Medellín - Inder                   | en | 9 h 18 min 7 s |
| 2     | Aristóbulo Cala    | Colombie | Bicicletas Strongman               | à  | 1 s            |
| 3     | Diego Ochoa        | Colombie | EPM                                | à  | 28 s           |
| 4     | Juan Pablo Suárez  | Colombie | EPM                                | à  | 31 s           |
| ...10 | Jonathan Caicedo   | Équateur | Bicicletas Strongman               | à  | 39 s           |
| ...16 | Alex Cano          | Colombie | Coldeportes - Zenú - Claro         | à  | 43 s           |
| ...84 | Miguel Ángel Reyes | Colombie | Agencia Nacional de Seguridad Vial | à  | 2 min 17 s     |

La troisième étape relie Puerto Boyacá à Barrancabermeja et le département de Boyacá à celui de Santander. Malgré l'absence de difficultés répertoriés pour le classement du meilleur grimpeur, c'est un parcours usant, de 222,6 kilomètres, fait d'une succession de montées et de descentes qui attend les 178 coureurs. Malgré tout les sprinteurs sont attendus à l'arrivée. Les fortes chaleurs prévues ont obligé les commissaires de course à autoriser le ravitaillement dès le trentième kilomètre et jusqu'à quinze kilomètres de l'arrivée. L'itinéraire, jalonné de trois étapes volantes, emprunte la route nationale 45 (es) sur un axe S.O. - N.E. pendant 190,3 kilomètres. Les trente derniers kilomètres se font sur la route nationale 66 (es), direction O.S.O. et Barrancabermeja. Quasiment 2 000 mètres d'altitude sépare Rionegro, point de départ la veille et l'arrivée, fixée à 130 mètres au-dessus du niveau de la mer.

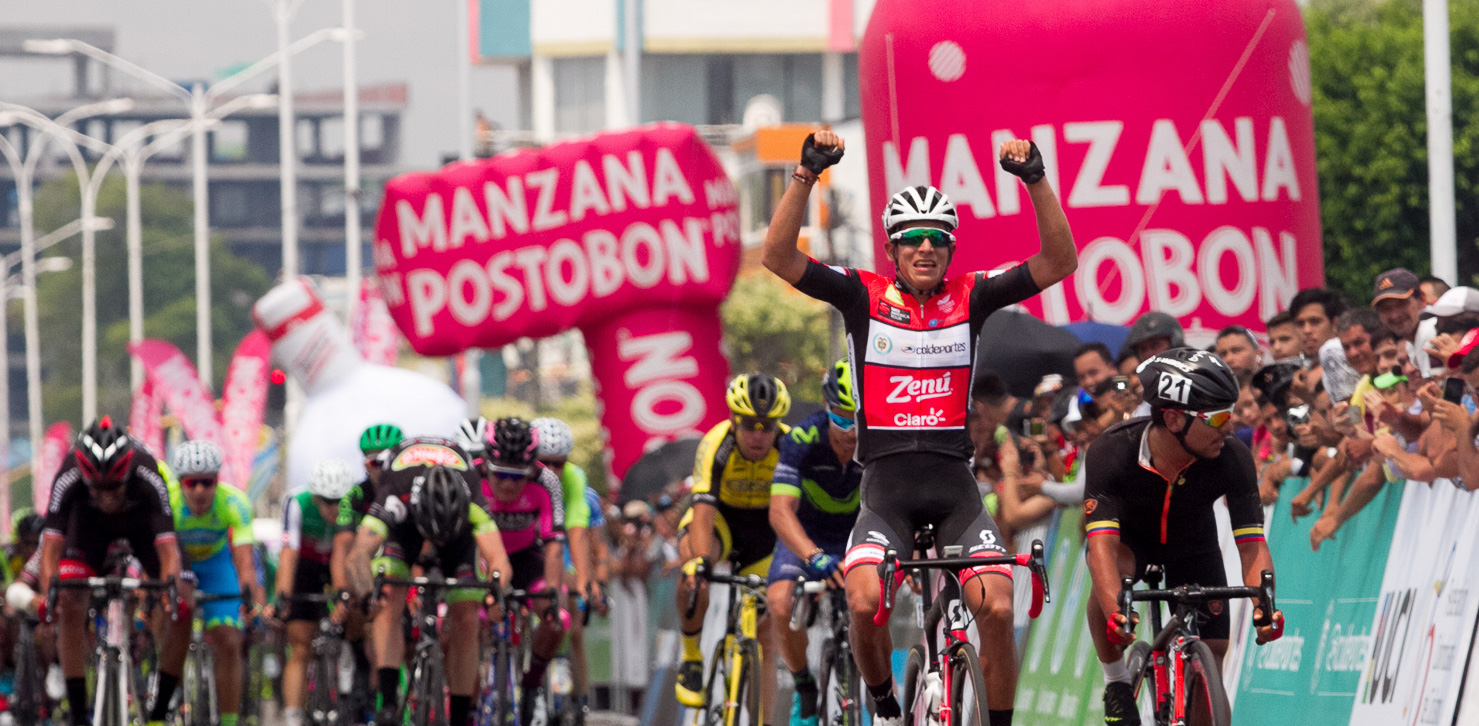
Nelson Soto à l'issue de son sprint triomphal.

Le sprint massif tant attendu a lieu à Barrancabermeja. Sous une forte température, Nelson Soto règle Edwin Ávila et les meilleurs spécialistes de l'exercice. Dès le km 0, de nombreuses tentatives d'échappée se produisent avant que huit hommes trouvent l'ouverture. Leur progression est cependant contrôlée par les Medellín - Inder et par les membres de l'équipe Bicicletas Strongman qui jouent le général avec deux de leurs hommes. Ainsi même si William Muñoz, échappé, est un temps leader virtuel du Tour, le petit groupe d'éclaireurs ne prend guère plus de 2 min 40 s d'avance. Fernando Briceño est le premier à lâcher à 65 kilomètres du but. Les formations Coldeportes - Zenú - Claro, Manzana Postobón et Team Illuminate, intéressés par un regroupement se mettent également à rouler et à moins de quinze kilomètres de l'arrivée, les deux derniers fugueurs Juan Esteban Arango et Luis Alfredo Martínez sont repris,, après plus de 150 kilomètres devant. Le sprint est inévitable mais il se déroule sans le favori de beaucoup, Sebastián Molano, victime d'une crevaison peu auparavant. Devant le nombre de sprinteurs prêts à en découdre, Soto lance de loin le sprint pour l'emporter. Deux classements annexes subissent des changements, Steven Cuesta, dans l'échappée, en profite pour prendre la tête du classement des étapes volantes et Nelson Soto celui par points. Le Colombien Jairo Cruz abandonne en cours d'étape.
Comme cela avait été planifié le matin avec leur direction sportive, les "Coldeportes" ont travaillé toute la journée pour mettre dans les meilleures dispositions leur sprinter. Nelson Soto remercie ses coéquipiers pour le travail effectué et rend grâce à Dieu d'avoir pu conclure victorieusement ce dur labeur. À l'arrivée, Soto avoue « avoir rêvé de cette victoire d'étape ». Alors que Nicolás Paredes se dit satisfait de garder le maillot un jour de plus. Il attend l'étape du lendemain pour prouver qu'il mérite bien cette tunique.

### 4eétape
4 aout Barrancabermeja - La Renta - Lebrija - Girón - Bucaramanga - peaje Picacho
Juan Pablo Suárez s'impose dans la première étape de montagne pendant qu'Aristóbulo Cala devient leader de la course.
|       | Coureur              | Pays     | Équipe                             |    | Temps          |
| ----- | -------------------- | -------- | ---------------------------------- | -- | -------------- |
| 1     | Juan Pablo Suárez    | Colombie | EPM                                | en | 5 h 19 min 1 s |
| 2     | Miguel Ángel Rubiano | Colombie | Coldeportes - Zenú - Claro         |    | m.t.           |
| 3     | Miguel Ángel Reyes   | Colombie | Agencia Nacional de Seguridad Vial | à  | 11 s           |
| 4     | Jonathan Caicedo     | Équateur | Bicicletas Strongman               | à  | 17 s           |
| 5     | Aristóbulo Cala      | Colombie | Bicicletas Strongman               | à  | 17 s           |
| ...18 | Alex Cano            | Colombie | Coldeportes - Zenú - Claro         | à  | 4 min 41 s     |

|       | Coureur              | Pays     | Équipe                             |    | Temps            |
| ----- | -------------------- | -------- | ---------------------------------- | -- | ---------------- |
| 1     | Aristóbulo Cala      | Colombie | Bicicletas Strongman               | en | 14 h 37 min 26 s |
| 2     | Juan Pablo Suárez    | Colombie | EPM                                | à  | 3 s              |
| 3     | Miguel Ángel Rubiano | Colombie | Coldeportes - Zenú - Claro         | à  | 18 s             |
| 4     | Jonathan Caicedo     | Équateur | Bicicletas Strongman               | à  | 38 s             |
| ...7  | Miguel Ángel Reyes   | Colombie | Agencia Nacional de Seguridad Vial | à  | 2 min 6 s        |
| ...17 | Alex Cano            | Colombie | Coldeportes - Zenú - Claro         | à  | 5 min 6 s        |

Le départ fictif est donné du square de la mairie à Barrancabermeja d'une étape tout aussi attendue que redoutée. En effet, il est prévu dans la journée 4 500 mètres de dénivelé positif. Intégralement disputé dans le département de Santander, le parcours emprunte la route nationale 66 (es) et amène les coureurs à 3 493 mètres d'altitude au péage Picacho, entre Bucaramanga et Cúcuta. Cette arrivée inédite survient au terme d'une ascension commencée dès la sortie de Bucaramanga, longue de 48 kilomètres et où des passages jusqu'à 15 % sont relevés. Trois étapes volantes dans les soixante-dix premiers kilomètres laissent la place à trois cols de première, de deuxième et hors catégorie, ce dernier situé sur la ligne d'arrivée. L'entrée en scène des meilleurs grimpeurs du peloton est espérée ainsi qu'une première explication entre favoris. En 165,3 kilomètres, le peloton passera de 30 °C au départ à 12 °C, dans les nuages, à l'arrivée au sommet,,,,,. La veille, Nicolás Paredes la présentait comme une étape de souffrance, où tout le monde a mal et où il s'agit de résister le plus longtemps possible. Nombreux sont ceux qui voudront intégrer l'échappée matinale et il convient de mettre en place la stratégie qui correspond le mieux à son équipe.

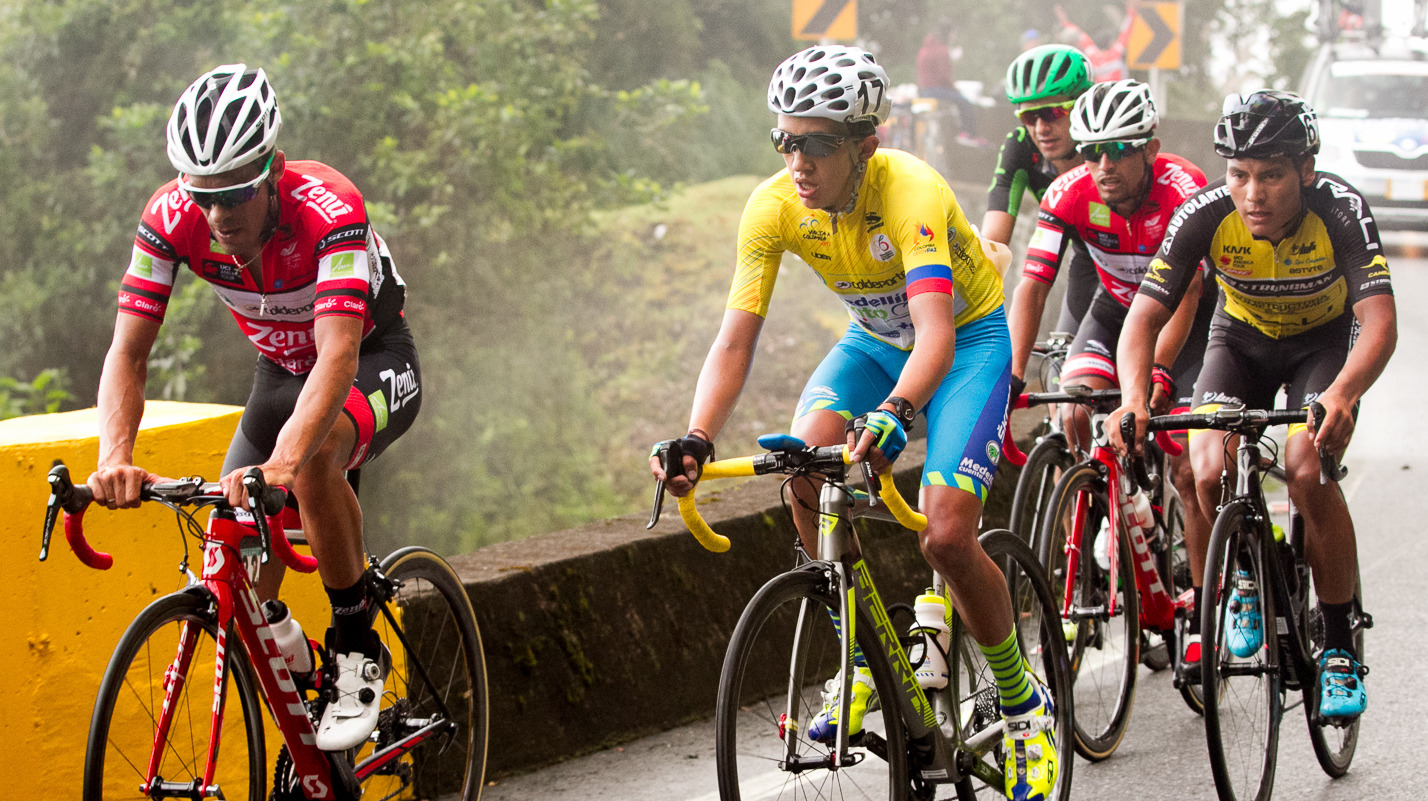
Cinq membres de l'échappée décisive.

Pendant une centaine de kilomètres, et ce jusqu'à la montée finale (attaquée avec 7 min 58 s d'avance), une échappée de sept coureurs anime l'avant de la course. Avec un écart maximum supérieur à neuf minutes, Nelson Soto, membre de la fugue, est leader virtuel de l'épreuve. Les échappés se disputent entre eux les trois étapes volantes et le premier prix de la montagne. Puis Juan Alejandro García s'isole un temps en tête et passe la deuxième difficulté répertoriée du jour en solitaire. Mais c'est Simon Pellaud qui sera le dernier repris à dix kilomètres du but. Dans l'ultime ascension, sept autres hommes prennent le relais aux premières loges de la course et vont finalement se disputer la victoire. Juan Pablo Suárez est accompagné de deux Bicicletas Strongman Aristóbulo Cala et Jonathan Caicedo, de deux Coldeportes Luis Felipe Laverde et Miguel Ángel Rubiano, de Miguel Ángel Reyes et du porteur du maillot jaune Nicolás Paredes. Instigateur de l'échappée, Paredes lâche pourtant dans les deux derniers kilomètres. Il termine à 2 min 13 s du vainqueur. Le dernier à résister à Suárez est Rubiano qui cède moins d'une seconde à l'arrivée. Cala finit avec son coéquipier Caicedo avec dix-sept secondes de retard, ce qui lui permet de garder un avantage de trois secondes sur Juan Pablo Suárez et de prendre la tête au classement général. Les principaux favoris tels qu'Óscar Sevilla, Alex Cano ou Fabio Duarte se neutralisent et terminent à plus de 4 min 40 s de Suárez,,,. Cinq coureurs abandonnent. Sept achèvent l'étape hors délais dont Roller Diagama et Dúber Quintero, membres de l'échappée matinale. De nombreux changements ont lieu dans les divers classements. Outre la prise de pouvoir d'Aristóbulo Cala, Suárez s'empare de la tête du trophée des grimpeurs, Robinson López de celle du classement du meilleur jeune, Pedro Nelson Torres du maillot bleu des étapes volantes et la formation "Bicicletas Strongman" devient la meilleure équipe.
À la grande perplexité des observateurs, les favoris désignés au départ n'ont pas profité de la longue ascension terminale pour s'expliquer laissant leurs coéquipiers faire la montée en tête et prendre les devants au classement général. Quand Juan Pablo Suárez a vu Nicolás Paredes vouloir s'échapper, il a sauté dans sa roue, le trouvant trop dangereux pour le laisser s'en aller. Comme prévu, et devant la difficulté de l'étape, Suárez a gardé des forces pour pouvoir attaquer dans les derniers hectomètres et s'imposer. Il se dit très content de sa victoire « comme s'il s'agissait de sa première. Cette montée difficile, mythique le laisse à peu de secondes du maillot de leader ». Mais comme le premier jour, même s'il espère le reprendre, il tempère son propos en invitant à attendre l'évolution de la course de jour en jour. De nombreux médias le considèrent comme un candidat sérieux à la victoire finale, étant le coureur le plus complet des cinq premiers au classement général,, réunis en 52 s.

### 5eétape
5 aout Bucaramanga - Piedecuesta - Los Curos - Pescadero - Chiflas - San Gil - Barichara
Alex Cano s'impose en solitaire alors qu'Aristóbulo Cala garde la tête du classement général.
|      | Coureur              | Pays     | Équipe                     |    | Temps          |
| ---- | -------------------- | -------- | -------------------------- | -- | -------------- |
| 1    | Alex Cano            | Colombie | Coldeportes - Zenú - Claro | en | 3 h 3 min 19 s |
| 2    | Miguel Ángel Rubiano | Colombie | Coldeportes - Zenú - Claro | à  | 3 min 4 s      |
| 3    | Camilo Gómez         | Colombie | Bicicletas Strongman       | à  | 3 min 7 s      |
| ...6 | Aristóbulo Cala      | Colombie | Bicicletas Strongman       | à  | 3 min 7 s      |

|      | Coureur              | Pays     | Équipe                             |    | Temps            |
| ---- | -------------------- | -------- | ---------------------------------- | -- | ---------------- |
| 1    | Aristóbulo Cala      | Colombie | Bicicletas Strongman               | en | 17 h 43 min 52 s |
| 2    | Juan Pablo Suárez    | Colombie | EPM                                | à  | 3 s              |
| 3    | Miguel Ángel Rubiano | Colombie | Coldeportes - Zenú - Claro         | à  | 10 s             |
| 4    | Jonathan Caicedo     | Équateur | Bicicletas Strongman               | à  | 38 s             |
| ...6 | Alex Cano            | Colombie | Coldeportes - Zenú - Claro         | à  | 1 min 46 s       |
| ...8 | Miguel Ángel Reyes   | Colombie | Agencia Nacional de Seguridad Vial | à  | 2 min 6 s        |

Comme la quatrième étape, celle du jour, d'une longueur de 118,3 kilomètres, se déroule entièrement dans le département de Santander. Le départ est donné du siège du gouvernement départemental à Bucaramanga. L'arrivée est jugée devant la mairie de Barichara. Les coureurs vont emprunter la route nationale 45 A (es), en direction du Sud jusqu'à San Gil, puis quitter les grands axes pour rejoindre Barichara, au N.O., à un peu plus d'une vingtaine de kilomètres de là. À l'instar des jours précédents, trois étapes volantes sont disséminées sur le parcours ainsi que quatre cols (dont un de première catégorie). L'Alto El Común, classé en deuxième catégorie, est, lui, situé à 10,1 kilomètres du but. Les observateurs espèrent une échappée qui arrive à son terme ou le réveil d'un favori piégé la veille.

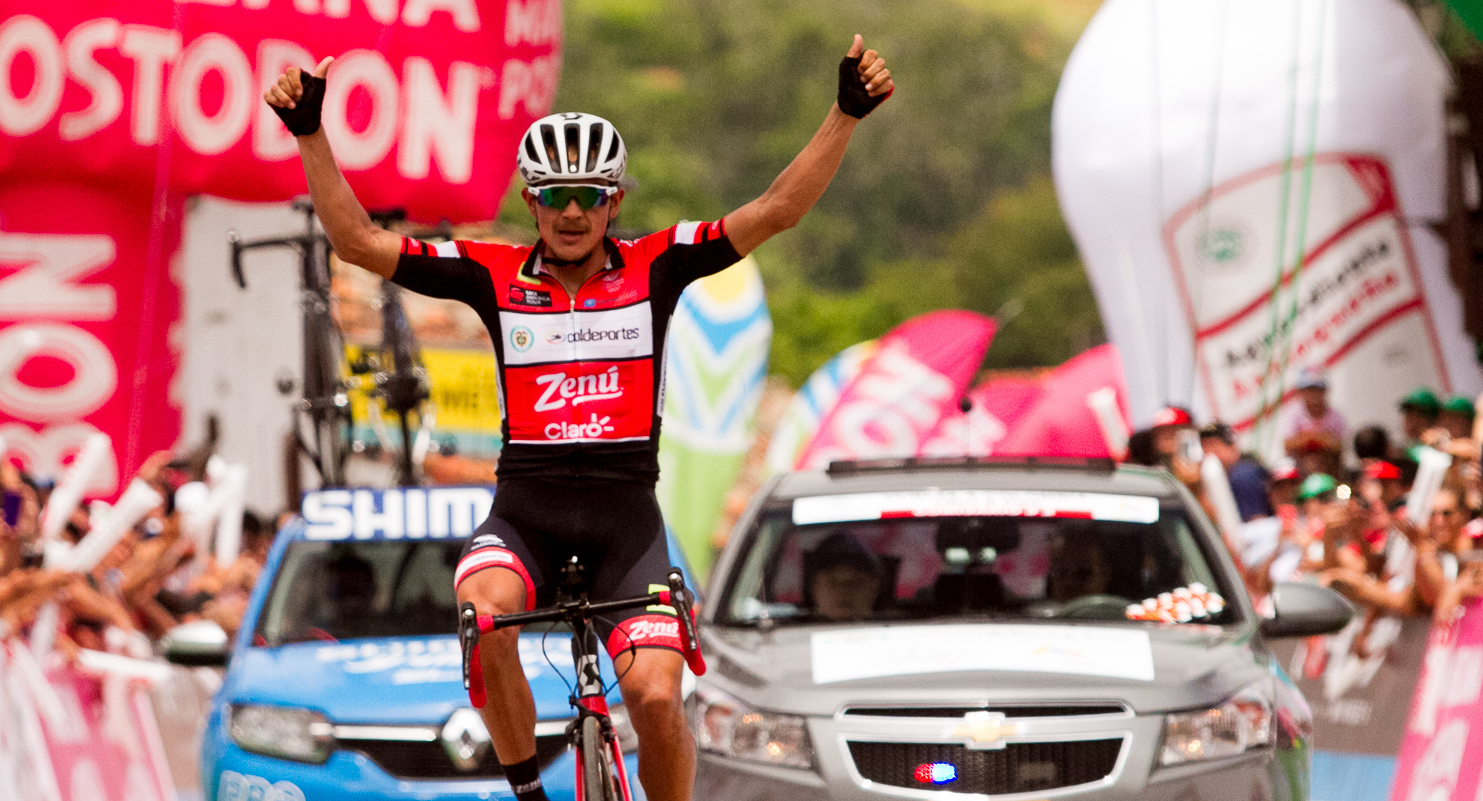
Alex Cano franchit la ligne en vainqueur.

Le deuxième scénario se réalise avec Alex Cano qui récupère une partie du temps perdu. Après quelques tentatives d'échappée dont celle de Carlos Julián Quintero (qui passe en tête au sommet du premier col de la journée), le peloton est contrôlé par la formation Bicicletas Strongman du leader Aristóbulo Cala par l'intermédiaire de Camilo Gómez et d'Óscar Sánchez. Après à peine cinquante kilomètres de course, Alex Cano profite des pentes du col de Chiflas, classé en première catégorie, pour s'enfuir seul. Bien que le peloton se réduise à une trentaine d'unités, Cano augmente son avance. José Serpa se lance à sa poursuite et ils passent dans cet ordre au sommet de la plus grosse difficulté du jour. Serpa ne se rapproche au plus près qu'à 50 s de Cano. Le natif de Sampués ne réussit jamais la jonction et est repris. Au contraire, Alex profite des descentes pour augmenter son avance. Dans les vingt derniers kilomètres, les Bicicletas Strongman font face (avec succès) aux attaques des battus de la veille comme Óscar Sevilla ou bien Danny Osorio. Le fugueur arrive à Barichara avec 3 min 4 s d’avance sur son coéquipier Miguel Ángel Rubiano qui précède dans la bosse d'arrivée le peloton maillot jaune. Comptant au sommet de l'Alto El Común plus de deux minutes d'avance, il en engrange une troisième à l'arrivée,, Alex Cano se replace dans le top six au classement général. Quatre coureurs abandonnent en cours de route dont Walter Pedraza (deuxième du Tour de Colombie 2005) et neuf hommes terminent hors délais, parmi lesquels Pedro Nelson Torres, leader du classement des étapes volantes. Juan Esteban Arango en profite pour lui succéder alors que la formation Coldeportes - Zenú - Claro et son coureur Miguel Ángel Rubiano s'installent au commandement des classements par équipes et par points.
Exténué mais ravi de sa victoire, le natif de Yarumal mène à bien une stratégie mise en place par la direction technique des "Coldeportes" pour déstabiliser le leader Cala. Car depuis le début, cette étape était perçue par son équipe comme une étape-clé. Avec l'intention également de réduire son débours, Alex Cano prend le risque de s'enfuir à plus de soixante kilomètres de l'arrivée. Son coéquipier Luis Felipe Laverde a tenté de l'imiter mais sans succès. Après s'être demandé s'il devait attendre José Serpa, Cano a préféré continuer en solitaire. Manquant de force la veille, Cano a retrouvé le bon rythme, ce 5 août. Bien placé au général avec Rubiano et Laverde, son repositionnement en haut de la hiérarchie devrait leur donner un avantage dans les jours suivants pour remporter le titre, objectif de sa formation. Quant à Luis Alfonso Cely, directeur sportif de Cala, il le dit en très grande forme et prétend être sûr de ce que Cala est capable de faire dans cette compétition, comme il l'a prouvé la veille,,.

### 6eétape
6 aout Socorro - Oiba - Vado Real - Barbosa - Moniquirá - Tunja - Paipa - Duitama - Sogamoso
Griffin Easter remporte l'étape pendant qu'Aristóbulo Cala conserve le maillot jaune de leader de l'épreuve.
|       | Coureur           | Pays       | Équipe                            |    | Temps           |
| ----- | ----------------- | ---------- | --------------------------------- | -- | --------------- |
| 1     | Griffin Easter    | États-Unis | Team Illuminate                   | en | 6 h 27 min 43 s |
| 2     | Diego Ochoa       | Colombie   | EPM                               | à  | 1 s             |
| 3     | Jonathan Paredes  | Colombie   | EBSA Empresa de Energía de Boyacá | à  | 1 s             |
| ...40 | Juan Pablo Suárez | Colombie   | EPM                               | à  | 4 min 6 s       |

|      | Coureur              | Pays     | Équipe                             |    | Temps            |
| ---- | -------------------- | -------- | ---------------------------------- | -- | ---------------- |
| 1    | Aristóbulo Cala      | Colombie | Bicicletas Strongman               | en | 24 h 15 min 41 s |
| 2    | Juan Pablo Suárez    | Colombie | EPM                                | à  | 3 s              |
| 3    | Miguel Ángel Rubiano | Colombie | Coldeportes - Zenú - Claro         | à  | 10 s             |
| 4    | Jonathan Caicedo     | Équateur | Bicicletas Strongman               | à  | 38 s             |
| ...7 | Alex Cano            | Colombie | Coldeportes - Zenú - Claro         | à  | 1 min 46 s       |
| ...9 | Miguel Ángel Reyes   | Colombie | Agencia Nacional de Seguridad Vial | à  | 2 min 6 s        |

La plus longue étape du Tour (237,7 kilomètres) part de la mairie de Socorro pour rejoindre le square du 6 Septembre à Sogamoso. Les coureurs quittent le département de Santander pour rejoindre celui de Boyacá. Trois étapes et deux cols (un de deuxième catégorie et un second de première) sont disposés avant les soixante-dix derniers kilomètres. L'itinéraire du jour emprunte la route nationale 45 A (es) jusqu'à Barbosa puis contourne le sanctuaire de faune et de flore de Guanentá Alto Río Fonce par le Sud et la route nationale 62 (es) jusqu'à Tunja. Même si l'altitude est supérieure à 2 400 mètres, les cinquante derniers kilomètres sont pratiquement plats. Les coureurs prennent la direction du N.E. sur la route nationale 55 (es) pour rejoindre Duitama et de là, Sogamoso à une vingtaine de kilomètres, au S.E.. Sebastián Molano ne prend pas le départ.

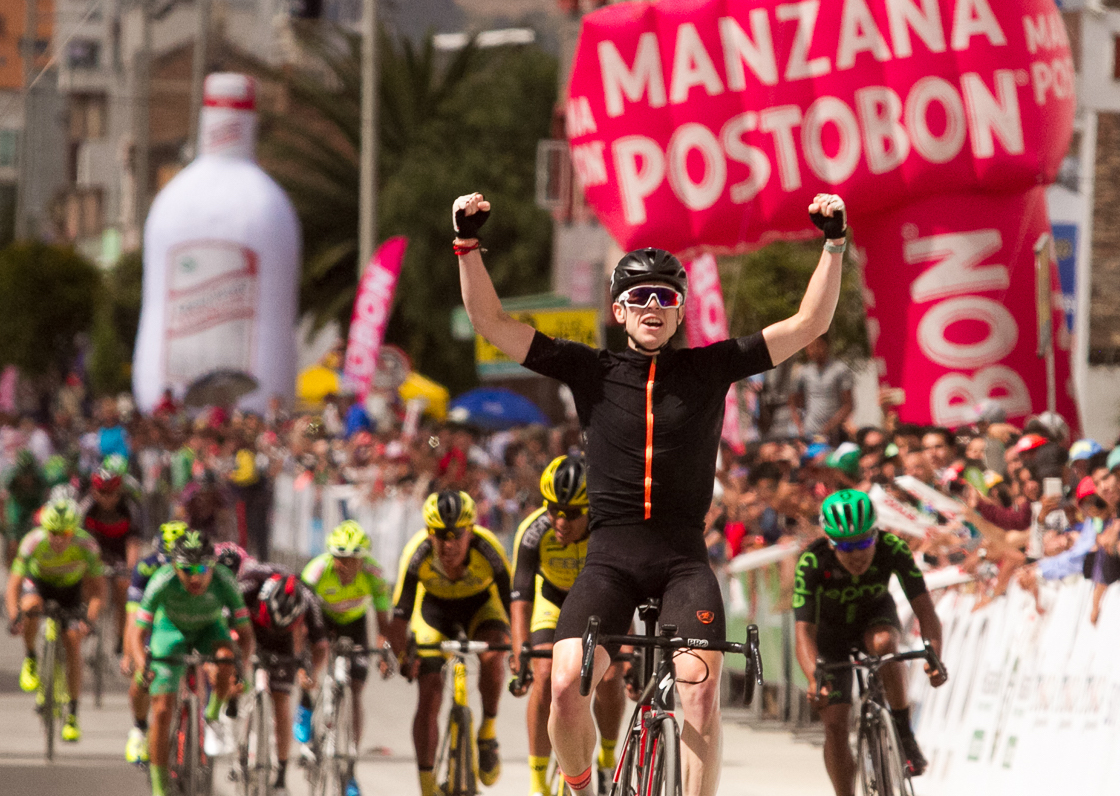
Griffin Easter devançant ses compagnons d'échappée à l'arrivée.

Une échappée au long cours animent la journée. Trois kilomètres à peine après que le peloton soit lâché dans les rues de Socorro, un groupe d'une trentaine d'hommes prend les devants pour ne plus être revu. Le peloton semble s'en désintéresser et roule à un rythme tranquille (à part une accélération d'Óscar Soliz dans l'Alto La Cumbre, qui esseulent un temps Soliz, Alex Cano, Juan Pablo Suárez et Aristóbulo Cala). Ainsi les fugueurs obtiennent jusqu'à 14 min 45 s d'avance ce qui fait de Rafael Montiel, leader virtuel de l'épreuve durant plusieurs heures. Alors que la différence semble pouvoir grimper au-delà des vingt minutes, l'équipe Coldeportes se met à rouler pour réduire l'écart, bientôt épauler par les formations EPM et Medellín - Inder. De neuf minutes au passage à l'étape volante de Tunja, il ne reste plus que 5 min 5 s d'avance aux vingt-quatre derniers fugueurs, à quinze kilomètres de l'arrivée, suffisant pour se disputer la victoire. Griffin Easter profite de la chute d'Óscar Sánchez, provoqué par un chien divaguant dans les rues de Sogomoso, pour l'emporter. L’Américain remonte Jonathan Paredes, aux cinq cent mètres. Il dispose de plus d'une longueur d'avance à l'arrivée sur ses poursuivants immédiats que sont Diego Ochoa et Paredes. 4 min 6 s plus tard arrive le peloton avec Aristóbulo Cala en son sein. Rafael Montiel profite de son échappée pour revenir dans le top six à 58 s de Cala,. Diego Ochoa prend la tête du classement des étapes volantes, Juan Esteban Arango ayant abandonné ainsi que six autres coureurs.
Griffin Easter se dit très content de sa victoire d'autant plus qu'il n'a fait que survivre dans les étapes précédentes. Déjà très satisfait d'avoir intégré l'échappée, il s'est senti bien dans le final et a profité de l'occasion offerte pour s'imposer. Aristóbulo Cala a trouvé le scénario de l'étape un peu confus mais est resté serein avec la présence d'Óscar Sánchez, homme fort de son équipe, dans la fugue. Sa formation avait établi une stratégie et tout s'est déroulé comme elle l'avait prévu.

### 7eétape
7 aout Tunja - Ventaquemada - Villapinzón - Chocontá - Tocancipá - Briceño - Sopó
José Serpa s'impose à Sopo tandis qu'Aristóbulo Cala arrive à la journée de repos en leader de la compétition.
|      | Coureur             | Pays     | Équipe                     |    | Temps          |
| ---- | ------------------- | -------- | -------------------------- | -- | -------------- |
| 1    | José Serpa          | Colombie | Team Super Giros           | en | 2 h 26 min 4 s |
| 2    | Nicolás Paredes     | Colombie | Medellín - Inder           |    | m.t.           |
| 3    | Juan Pablo Villegas | Colombie | Manzana Postobón           |    | m.t.           |
| ...8 | Alex Cano           | Colombie | Coldeportes - Zenú - Claro | à  | 6 s            |

|      | Coureur              | Pays     | Équipe                             |    | Temps            |
| ---- | -------------------- | -------- | ---------------------------------- | -- | ---------------- |
| 1    | Aristóbulo Cala      | Colombie | Bicicletas Strongman               | en | 26 h 41 min 51 s |
| 2    | Juan Pablo Suárez    | Colombie | EPM                                | à  | 3 s              |
| 3    | Miguel Ángel Rubiano | Colombie | Coldeportes - Zenú - Claro         | à  | 7 s              |
| 4    | Jonathan Caicedo     | Équateur | Bicicletas Strongman               | à  | 38 s             |
| ...7 | Alex Cano            | Colombie | Coldeportes - Zenú - Claro         | à  | 1 min 46 s       |
| 8    | Miguel Ángel Reyes   | Colombie | Agencia Nacional de Seguridad Vial | à  | 2 min 6 s        |

C'est une étape courte (112,6 kilomètres) qui est proposée aux coureurs à la veille du jour de repos. Le départ est effectué sur la Plaza de Bolívar (es) de Tunja, capitale du département de Boyacá. À soixante-dix kilomètres de l'arrivée, le peloton entre dans le département de Cundinamarca, pour rejoindre la mairie de Sopó, terme de la journée. Trois étapes volantes jalonnent le parcours. Aucun Grand Prix de la montagne n'est répertorié même si l'Alto Sisga, au km 77, présente une difficulté non négligeable. Dès la sortie de Tunja, la route nationale 55 (es) est empruntée en direction du S.O. jusqu'à Briceño, à moins de six kilomètres de l'arrivée. Freddy Montaña ne prend pas le départ. Le froid, la pluie et le brouillard accompagnent les concurrents une bonne partie de la journée.

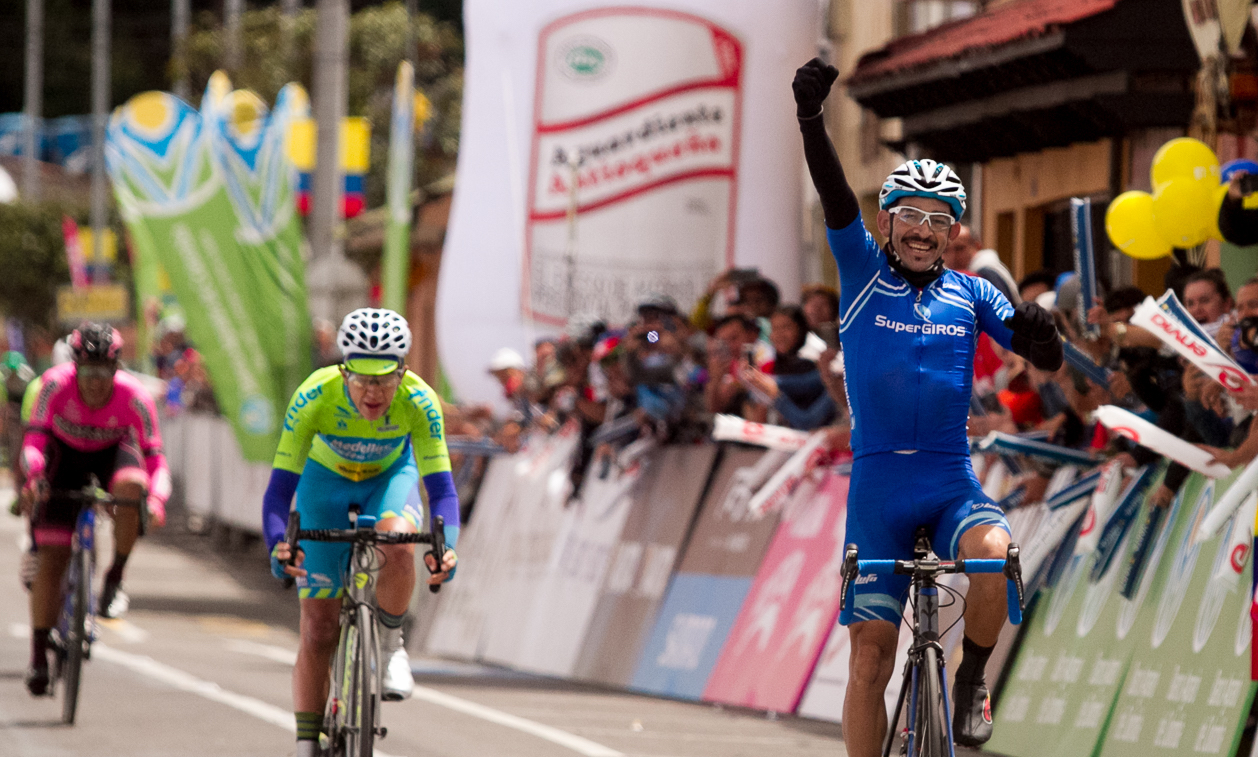
José Serpa victorieux à Sopó.

Serpa offre la première victoire dans ce Tour à son équipe "Super Giros". De nombreuses tentatives de fugue agitent le début d'étape dont celle de Miguel Ángel Reyes, d'Álvaro Duarte et d'Álvaro Gómez, rapidement neutralisée. À 80 kilomètres de l'arrivée, José Serpa trouve l'ouverture et prend le large. Anderson Paredes et Nicolás Paredes sortent du peloton vers Chocontá et font la jonction après l'Alto Sisga. Ensemble ils vont compter jusqu'à 1 min 40 s d'avance. À 30 kilomètres de l'arrivée, les Team Illuminate et Movistar Team América se mettent en tête de réduire l'écart. Sur la ligne, le trio conserve six secondes sur le peloton, mais doit accepter le retour de Juan Pablo Villegas, dans les derniers hectomètres. Cependant c'est bien José Serpa qui s'impose. Aucun changement notable n'est à observer dans les différents classements, si ce n'est trois secondes grappillées par Miguel Ángel Rubiano aux sprints bonifications, qui rapprochent ce dernier à sept secondes du maillot jaune. Deux hommes abandonnent en route.
L'idée de José Serpa est simple : offrir du spectacle. Il réalise son objectif en remportant cette étape. Cette victoire le rend heureux. Serpa a exécuté à la perfection le plan mis en place par son directeur sportif Luis Fernando Otálvaro, attaquant où il avait à le faire et quand il devait le faire. Serpa remercie son équipe pour son travail. Il se sent en bonne condition pour affronter le contre-la-montre et l'ascension du col de Letras, deux étapes capitales pour l'obtention du titre,. Le natif de Sampués dédie ce succès à tous les supporters qui l'acclament sur le bord de la route.

### 8eétape
9 aout Guarinocito - Honda - Mariquita
Alex Cano gagne le contre-la-montre alors qu'Aristóbulo Cala conserve sa place en haut du classement.
|       | Coureur            | Pays     | Équipe                             |    | Temps       |
| ----- | ------------------ | -------- | ---------------------------------- | -- | ----------- |
| 1     | Alex Cano          | Colombie | Coldeportes - Zenú - Claro         | en | 48 min 12 s |
| 2     | Pedro Herrera      | Colombie | EBSA Empresa de Energía de Boyacá  | à  | 16 s        |
| 3     | Óscar Sevilla      | Espagne  | Medellín - Inder                   | à  | 32 s        |
| ...8  | Jonathan Caicedo   | Équateur | Bicicletas Strongman               | à  | 1 min 27 s  |
| 9     | Aristóbulo Cala    | Colombie | Bicicletas Strongman               | à  | 1 min 29 s  |
| ...11 | Juan Pablo Suárez  | Colombie | EPM                                | à  | 1 min 50 s  |
| ...39 | Miguel Ángel Reyes | Colombie | Agencia Nacional de Seguridad Vial | à  | 4 min 6 s   |

|       | Coureur            | Pays     | Équipe                             |    | Temps            |
| ----- | ------------------ | -------- | ---------------------------------- | -- | ---------------- |
| 1     | Aristóbulo Cala    | Colombie | Bicicletas Strongman               | en | 27 h 31 min 32 s |
| 2     | Alex Cano          | Colombie | Coldeportes - Zenú - Claro         | à  | 17 s             |
| 3     | Juan Pablo Suárez  | Colombie | EPM                                | à  | 24 s             |
| 4     | Jonathan Caicedo   | Équateur | Bicicletas Strongman               | à  | 36 s             |
| ...11 | Miguel Ángel Reyes | Colombie | Agencia Nacional de Seguridad Vial | à  | 4 min 43 s       |

Le seul contre-la-montre individuel de la 67e édition du Tour de Colombie, long de 36,3 kilomètres, se dispute sur un terrain relativement plat. Puisque le départ est donné de Guarinocito (corregimiento de La Dorada, municipalité caldense, limitrophe du département de Cundinamarca) à 215 mètres d'altitude et l'arrivée est jugée à 480 mètres de hauteur, à Mariquita dans le département de Tolima. Jusqu'à Honda, les coureurs partent plein Sud en utilisant la route nationale 45 (es), suivant le río Magdalena. Puis les participants franchissent le río Gualí, empruntent la route nationale 50 (es) en direction de l'Ouest, jusqu'à Mariquita. Le dénivelé est légèrement supérieur dans cette seconde partie mais ne dépasse pas 1,4 %. Les quatre-vingt-dix-neuf premiers concurrents à s'élancer partent de trente secondes en trente secondes à partir de 8 h 45. Les suivants s'élancent de minute en minute tandis que les quinze derniers (les quinze premiers au classement général provisoire) partent toutes les deux minutes. Lors du jour de repos, Alex Cano se disait très confiant avant d'affronter l'étape. Tandis qu'Aristóbulo Cala déclarait avoir eu besoin de cette journée de repos pour se remettre des efforts qu'a entraîné sa prise de pouvoir au général. Il répétait vouloir donner le meilleur de lui-même pour perdre le moins de temps possible face à des concurrents comme Cano, Juan Pablo Suárez ou Miguel Ángel Rubiano qui lui imposent le respect.

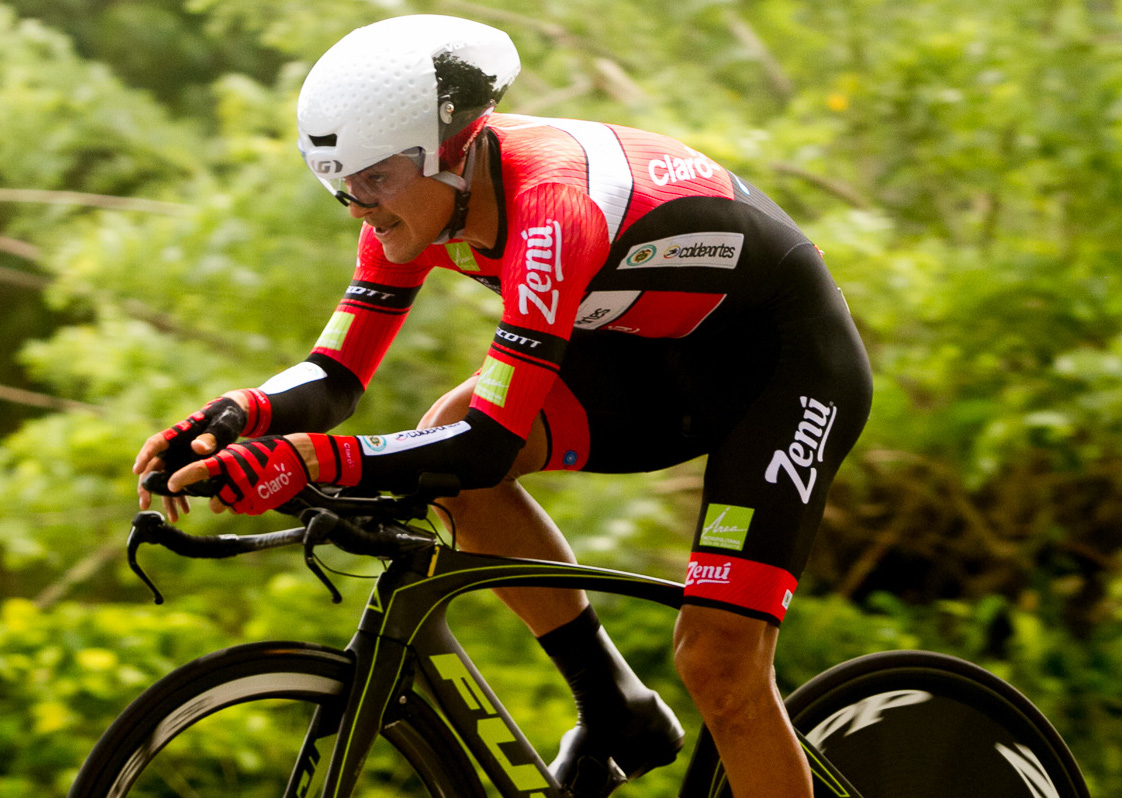
Alex Cano, vainqueur de l'étape, dans ses œuvres.

Alex Cano remporte sa deuxième victoire. Walter Vargas et Pedro Herrera partent dans le premier quart d'heure à trente secondes d'intervalle. Ils réalisent respectivement 49 min 24 s et 48 min 28 s, ce qui leur donnent les deux meilleurs temps provisoires durant de longues minutes. Une demi-heure plus tard, Carlos Mario Ramírez s'intercale en 49 min 1 s. Quasiment trente minutes plus tard, José Serpa, en effectuant l'effort solitaire en 48 min 55 s, s'immisce également entre eux mais échoue sur le "chrono" du membre de l'équipe "EBSA". Óscar Sevilla s'approche plus près encore, à seize secondes, du meilleur temps détenu par Pedro Herrera, il réalise 48 min 44 s. Finalement seul Alex Cano réussit à le battre. Il accomplit l'exercice en 48 min 12 s. Herrera, vainqueur potentiel de l'étape pendant quatre-vingt minutes, est défait pour seize secondes et Sevilla pour trente-deux. Serpa finit quatrième et fait un bond au classement général (passant de la vingt-deuxième à la douzième place),,. Tandis que Carlos Mario Ramírez et Walter Vargas terminent cinquième et sixième de l'étape. En revanche des coureurs perdent beaucoup de temps. Jader Betancur, quatorzième au matin, finit l'étape avant-dernier et perd toute chance de bien figurer au classement général. Miguel Ángel Rubiano tombe du podium provisoire en abandonnant 3 min 10 s à son coéquipier,. Fabio Duarte est victime d'une crevaison et doit même changer de vélo, quelques kilomètres plus loin. Il perd 4 min 23 s. Contre toute attente, alors que les observateurs attendaient que Juan Pablo Suárez dépossède du commandement Aristóbulo Cala, ce dernier accentue au contraire l'écart entre eux. Réussissant à surmonter un dysfonctionnement de son dérailleur électrique, qui un moment paraît lui faire perdre sa place de leader, Cala possède 14 s d'avance sur Suárez, à cinq kilomètres de l'arrivée,. Finalement, Aristóbulo Cala décroche le neuvième temps à 1 min 29 s de Cano. Cala accroît de 21 s sa marge sur Suárez qu'il distance désormais au général de 24 s. Le maillot jaune réalise un contre-la-montre qui surprend les médias. Cala conserve son maillot pour un cinquième jour consécutif pendant qu'Alex Cano devient son poursuivant le plus immédiat à 17 s.
D'un côté, Alex Cano confirme les pronostics, qui en faisaient le grand favori de l'étape, en s'adjugeant la victoire. Il rêvait depuis plusieurs années d'en remporter une comme celle-ci. Il est parti avec la ferme intention de déduire un maximum de temps au général. Cette victoire est le fruit du travail et de ses entraînements depuis le début de saison. Cano sait qu'il peut compter sur une grande équipe, chose fondamentale pour tenter de conquérir leur objectif, remporter le Tour de Colombie. Le natif de Yarumal paraît le grand bénéficiaire de la journée. Il se dit satisfait de son "chrono" car il réalise un temps qu'il avait plus ou moins pronostiqué. De l'autre côté, le contre-la-montre était le point faible d'Aristóbulo Cala, mais ce dernier l'a travaillé cette saison en vue des compétitions disputées en Europe. Il s'est amélioré au point de réaliser une performance qui lui permet de conserver son maillot jaune, ce qui le rend particulièrement heureux.

### 9eétape
10 aout La Dorada - Guarinocito - Honda - Mariquita - Fresno - Alto de Letras
Miguel Ángel Reyes remporte en solitaire une étape qui voit Aristóbulo Cala renforcer sa position au classement général.
|      | Coureur            | Pays     | Équipe                             |    | Temps           |
| ---- | ------------------ | -------- | ---------------------------------- | -- | --------------- |
| 1    | Miguel Ángel Reyes | Colombie | Agencia Nacional de Seguridad Vial | en | 4 h 14 min 45 s |
| 2    | Óscar Soliz        | Bolivie  | Movistar Team América              | à  | 20 s            |
| 3    | Aristóbulo Cala    | Colombie | Bicicletas Strongman               | à  | 27 s            |
| 4    | Jonathan Caicedo   | Équateur | Bicicletas Strongman               | à  | 2 min 10 s      |
| ...6 | Juan Pablo Suárez  | Colombie | EPM                                | à  | 2 min 10 s      |
| ...8 | Alex Cano          | Colombie | Coldeportes - Zenú - Claro         | à  | 2 min 17 s      |

|   | Coureur            | Pays     | Équipe                             |    | Temps            |
| - | ------------------ | -------- | ---------------------------------- | -- | ---------------- |
| 1 | Aristóbulo Cala    | Colombie | Bicicletas Strongman               | en | 31 h 46 min 40 s |
| 2 | Alex Cano          | Colombie | Coldeportes - Zenú - Claro         | à  | 2 min 11 s       |
| 3 | Juan Pablo Suárez  | Colombie | EPM                                | à  | 2 min 11 s       |
| 4 | Jonathan Caicedo   | Équateur | Bicicletas Strongman               | à  | 2 min 23 s       |
| 5 | Miguel Ángel Reyes | Colombie | Agencia Nacional de Seguridad Vial | à  | 4 min 10 s       |

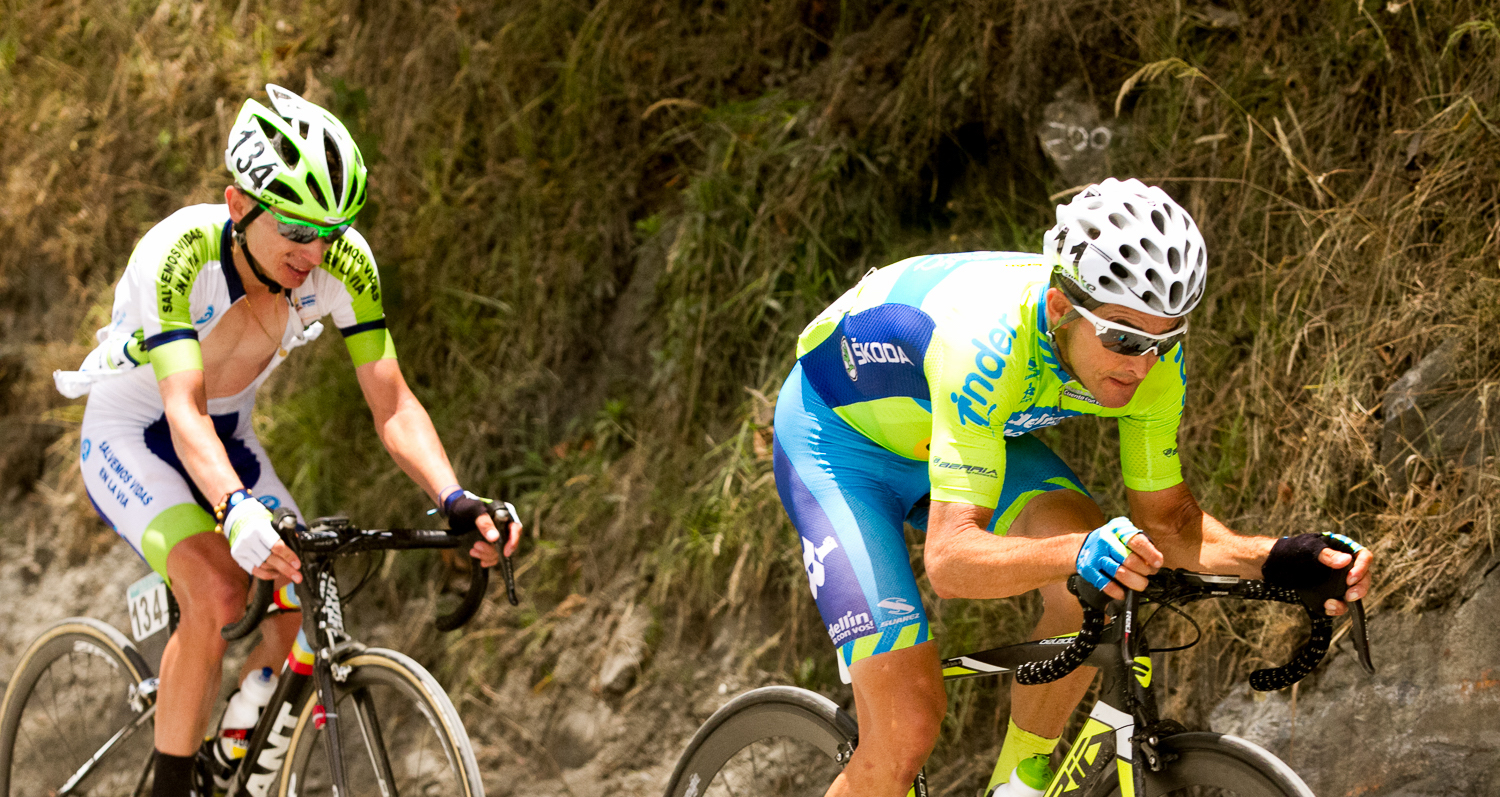
Óscar Sevilla et Álvaro Gómez dans leur échappée.

La deuxième et dernière arrivée au sommet du Tour de Colombie, le Páramo de Letras (classé en hors catégorie) est considéré comme l'ascension la plus difficile jamais escaladée en compétition,. Les difficultés commencent dès la sortie de Mariquita à plus de quatre-vingt kilomètres du sommet. L'ascension se caractérise par une succession de passages où la pente est supérieure à 8 % intercalés de faux-plats et de descentes. Les incessants changements de pourcentage de dénivellation rendent malcommode la progression, empêchant un rythme régulier. De plus, les écarts d'altitude et de température amplifient la difficulté du parcours. Le début de la montée se caractérise par la touffeur tropicale mais après 3 187 mètres de dénivelé positif, l'effort intense se termine à l'arrivée (jugé à 3 677 mètres d'altitude) dans le froid venteux des sommets de la Cordillère Centrale,. Le départ se fait du parc principal de La Dorada, dans le département de Caldas. Les coureurs empruntent l'itinéraire du contre-la-montre du jour précédent et entre dans le département de Tolima. Ainsi à partir de Honda, ils prennent de nouveau la route nationale 50 (es) (voie principale reliant la capitale Bogota à Manizales) sur un axe E.N.E. - O.S.O., pour atteindre le sommet de Letras, après 131,6 kilomètres d'effort. Deux étapes volantes sont placées dans les cinquante premiers kilomètres et deux autres difficultés sont répertoriées sur le parcours, après Mariquita,. Les observateurs et bon nombre de coureurs attendent beaucoup de cette étape, la considérant comme l'étape-reine de la compétition. Le terrain paraît adéquat pour la grande bataille pour la victoire finale. La difficulté du parcours semble telle que la course a l'air d'être encore ouverte même pour des coureurs à plus de cinq minutes au classement général. Les participants peuvent tout y gagner ou tout y perdre. Alex Cano dit qu'il doit courir sereinement. La route décidera de la tactique. Pour cela il doit garder la tête froide, ne pas trop planifier pour réagir en fonction. Cependant son équipe doit mettre à profit cette ultime occasion pour gagner la course. Ainsi si les chefs de file continuent de se neutraliser, ce sont les lieutenants qui pourraient prendre le relais. Selon Cano, avoir deux autres coureurs (Luis Felipe Laverde et Miguel Ángel Rubiano) aussi bien placés au classement général doit être un avantage. Quant à Aristóbulo Cala, il se dit persuadé qu'Alex et ses adversaires vont attaquer pour tenter de remporter la compétition. Mais lui comme son équipe est préparé à affronter cette difficile journée,.

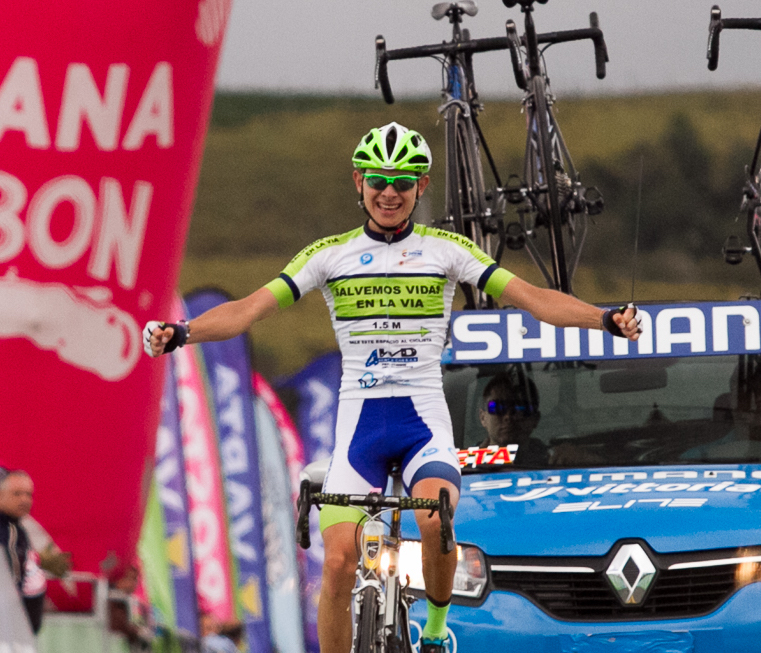
L'arrivée de Miguel Ángel Reyes au sommet.

Aristóbulo Cala se rapproche de sa première Vuelta. Cinq coureurs forment l'échappée matinale. Ils obtiennent jusqu'à 2 min 15 s d'avance maximale. Ils en profitent pour se disputer les étapes volantes. Weimar Roldán les remporte toutes les deux. Et Marco Tulio Suesca revient à égalité en tête de ce classement annexe avec un autre boyacense Diego Ochoa. Un peu avant la localité de Fresno, Óscar Sevilla sort du peloton des favoris et se lance à la poursuite du groupe des cinq. Dans un premier temps, cinq hommes se joignent à lui. Mais le rythme imprimé ainsi que la difficulté du parcours laissent Sevilla seulement accompagné d'Álvaro Gómez. Ils acquièrent jusqu'à deux minutes d'avance sur un peloton maillot jaune de dix-huit concurrents. Parti à vingt-cinq kilomètres du terme, Miguel Ángel Reyes reprend le binôme, puis le laisse sur place. Reyes augmente son avance. Au passage de l'Alto de Albania, km 109, il a quinze secondes d'avance sur le duo et 2 min 40 s sur le groupe maillot jaune. Au maximum, l'écart monte à trois minutes. Même si la distance avec ses poursuivants va se réduire sensiblement, il ne sera plus rejoint. Dans l'intention de protéger son maillot et d'augmenter son avantage, à dix kilomètres du but, Aristóbulo Cala attaque le groupe des favoris, réduit sous l'impulsion du trio des Coldeportes - Zenú - Claro à dix unités. Il laisse sans réaction Juan Pablo Suárez et Alex Cano, leur portant un coup au moral. Dans les derniers kilomètres, les deux Antioqueños vont perdre plus de cent secondes. À l'arrivée, Reyes termine avec 20 s d'avance sur Óscar Soliz et 27 s sur Cala. À 2 min 10 s arrive un petit groupe avec Jonathan Caicedo, Suárez et Cano, légèrement décroché. Miguel Ángel Reyes, en passant en tête les deux derniers cols de la journée, se vêt du maillot du meilleur grimpeur (classement où il ne peut plus être rejoint). Aristóbulo Cala a mis 2 min 11 s entre lui et ses dauphins Alex Cano et Juan Pablo Suárez. Trois coureurs ont abandonné,,,,.
Lors de cette arrivée inédite sur le Tour de Colombie, Miguel Ángel Reyes atteint l'objectif qu'il s'était fixé sur cette compétition. Après avoir échoué de peu au péage Picacho, il remporte sa première victoire professionnelle. Ce qui le rend particulièrement heureux. Óscar Sevilla « voulait faire une étape héroïque ». En déclenchant son attaque au long cours, il a tenté en vain de réduire son retard et de se rapprocher au classement général,. Luis Alfonso Cely, directeur de la formation Bicicletas Strongman, remercie toute son équipe pour le travail accompli ; William Muñoz et Marvin Angarita pour leur labeur en terrain plat et les autres quand l'ascension a débuté. Lors de la réunion préparatoire à l'étape, il avait été prévu qu'Aristóbulo Cala attaque, si cela lui était possible. Il signale également le rôle prépondérant de Félix Cárdenas pour l'assistance technique et la préparation de l'équipe pour cette épreuve. Cala explique à l'arrivée que la stratégie mise en place était de rester avec son plus dangereux rival, Alex Cano. Ce dernier n'avait pas bien récupéré de ses efforts du contre-la-montre de la veille. Il perd 1 min 54 s sur le maillot jaune. Aristóbulo ajoute qu'Óscar Soliz était très fort, il l'a pourchassé et a réussi à créer une large différence qui lui permet de conserver le commandement de la course. Si rien d'extraordinaire ne se passe les prochains jours, avec l'avantage qu'il a accru sur ses plus proches poursuivants, Aristóbulo Cala a course gagnée.

### 10eétape
11 aout Cartago - La Unión - Toro - Roldanillo - Bolívar - Yotocó - Vijes - San Marco - Yumbo
Nelson Soto s'impose à l'issue d'un sprint massif et Aristóbulo Cala se rapproche toujours plus du titre.
|       | Coureur          | Pays     | Équipe                        |    | Temps           |
| ----- | ---------------- | -------- | ----------------------------- | -- | --------------- |
| 1     | Nelson Soto      | Colombie | Coldeportes - Zenú - Claro    | en | 3 h 45 min 32 s |
| 2     | Jhonathan Ospina | Colombie | GW Shimano - Chaoyang - Envía |    | m.t.            |
| 3     | Cristian Ruiz    | Colombie | Manzana Postobón              |    | m.t.            |
| ...10 | Alex Cano        | Colombie | Coldeportes - Zenú - Claro    |    | m.t.            |

|   | Coureur            | Pays     | Équipe                             |    | Temps            |
| - | ------------------ | -------- | ---------------------------------- | -- | ---------------- |
| 1 | Aristóbulo Cala    | Colombie | Bicicletas Strongman               | en | 35 h 32 min 12 s |
| 2 | Alex Cano          | Colombie | Coldeportes - Zenú - Claro         | à  | 2 min 9 s        |
| 3 | Juan Pablo Suárez  | Colombie | EPM                                | à  | 2 min 11 s       |
| 4 | Jonathan Caicedo   | Équateur | Bicicletas Strongman               | à  | 2 min 23 s       |
| 5 | Miguel Ángel Reyes | Colombie | Agencia Nacional de Seguridad Vial | à  | 4 min 10 s       |

L'étape se déroule entièrement dans le département de Valle del Cauca. Le départ est donné du Parque de Bolívar (es) de Cartago pour rejoindre le parc Belalcázar de Yumbo, près de Cali. Aucun Grand Prix de la montagne n'est proposé sur le parcours, long de 176,1 kilomètres, en revanche trois étapes volantes y sont disséminées. Les coureurs prennent la route nationale 23 (es), sur un axe N.N.E. - S.S.O., après huit kilomètres et ne la quittent plus jusqu'à l'arrivée. L'étape se déroule sous un ciel bas, parfois accompagnée de pluie,,. Avant que les concurrents ne s'élancent, la presse envisageait une journée tranquille au menu des coureurs. De grandes différences ne devaient pas y être attendu. Toutefois une échappée pouvait être espérée.

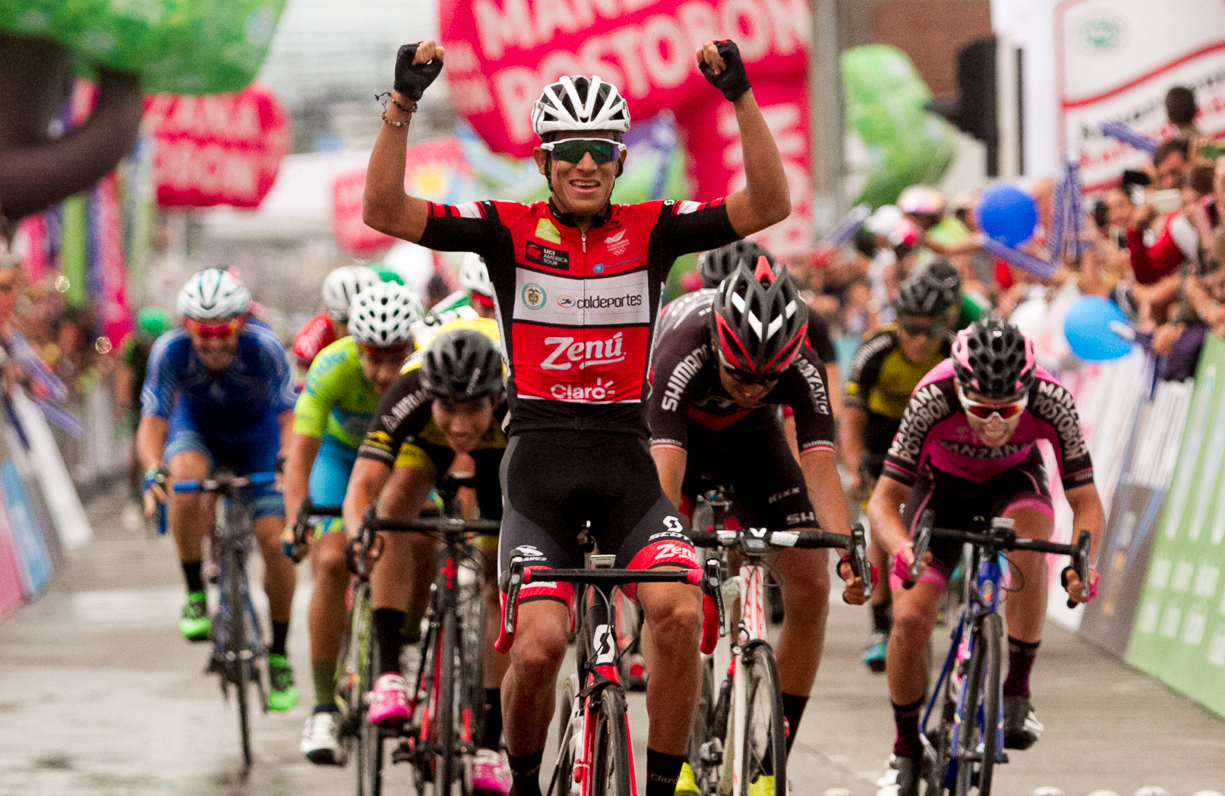
Nelson Soto pour son deuxième sprint victorieux.

Le champion panaméricain 2017 remporte sa deuxième victoire. Le début d'étape voit le peloton progresser à vive allure. Il est l'objet de nombreuses tentatives de fugue, comme celle de José Serpa. Considéré comme un homme dangereux, son effort échoue rapidement. Puis douze hommes trouvent l'ouverture dont trois membres de la formation "Tolima - Carnaval del Pollo" et trois Aguardiente Antioqueño. L'échappée, toujours sous contrôle des équipiers du leader, obtient jusqu'à 2 min 55 s d'avance. Cependant la présence de Rafael Montiel, pouvant intégrer le Top ten du classement général en cas de réussite de la fugue, voue à l'échec les échappés. Sous l'impulsion des "Super Giros", équipe vallecaucana se montrant devant son public, et des formations Coldeportes - Zenú - Claro et EPM travaillant pour leur sprinteur respectif, la jonction s'effectue à moins de quinze kilomètres de l'arrivée. Les onze cent mètres de ligne droite terminale permettent aux équipes possédant un finisseur de les placer. Cependant, lors de l'emballage final, Nelson Soto réalise son effort à moins de quatre cent mètres et personne ne peut le remonter. Le suspens demeure dorénavant dans l'obtention de la deuxième place au général. Le bénéficiaire du jour est Alex Cano, glanant deux secondes au premier sprint bonification. Il éloigne d'autant Juan Pablo Suárez de la place de dauphin,,. Un seul abandon est à relever.
Nelson Soto qui avait pour objectif de remporter deux étapes lors de cette édition du Tour de Colombie atteint son but. Démontrant par sa victoire à Barrancabermeja qu'il était en bonne condition en cas d'arrivée au sprint, sa formation lui a fait confiance. Ses équipiers ont travaillé pour neutraliser l'échappée dans les derniers kilomètres. Le 3 août précédent, Soto devenait le premier coureur du département d'Atlántico à s'imposer lors de son Tour national. Il remercie tous les membres de son équipe et dédicace son succès à toute la région Caraïbe.

### 11eétape
12 aout Palmira - Buga - La Paila - Obando - Cartago - Pereira - Dosquebradas
Aristóbulo Cala est à une journée de la consécration tandis que Nelson Soto gagne son troisième bouquet.
|      | Coureur           | Pays       | Équipe                     |    | Temps          |
| ---- | ----------------- | ---------- | -------------------------- | -- | -------------- |
| 1    | Nelson Soto       | Colombie   | Coldeportes - Zenú - Claro | en | 4 h 4 min 48 s |
| 2    | Luis Carlos Chía  | Colombie   | Manzana Postobón           |    | m.t.           |
| 3    | Griffin Easter    | États-Unis | Team Illuminate            |    | m.t.           |
| ...8 | Juan Pablo Suárez | Colombie   | EPM                        |    | m.t.           |

|   | Coureur            | Pays     | Équipe                             |    | Temps           |
| - | ------------------ | -------- | ---------------------------------- | -- | --------------- |
| 1 | Aristóbulo Cala    | Colombie | Bicicletas Strongman               | en | 39 h 37 min 0 s |
| 2 | Alex Cano          | Colombie | Coldeportes - Zenú - Claro         | à  | 2 min 9 s       |
| 3 | Juan Pablo Suárez  | Colombie | EPM                                | à  | 2 min 11 s      |
| 4 | Jonathan Caicedo   | Équateur | Bicicletas Strongman               | à  | 2 min 23 s      |
| 5 | Miguel Ángel Reyes | Colombie | Agencia Nacional de Seguridad Vial | à  | 4 min 10 s      |

Le départ de l'avant-dernière étape est donné du Parque de Bolívar (es) de Palmira. D'où les coureurs empruntent la route nationale 25 en direction du N.N.E. jusqu'à 21,7 kilomètres de l'arrivée. De là, ils rallient la mairie de Dosquebradas, terme de la journée, par la route nationale 29 RS (es), en direction de l'E.N.E.. Les 198 kilomètres du jour joignent le département de Valle del Cauca à celui de Risaralda. Trois étapes volantes et un col de troisième catégorie, situé à moins de vingt-cinq kilomètres du but, sont au menu. À 305 kilomètres de la fin de course, le titre semble gagné pour Aristóbulo Cala. Mais l'équipe Bicicletas Strongman doit rester vigilante et ne pas tomber dans une embuscade, seul moyen qui reste à leurs contradicteurs pour les frustrer du titre. Si les coureurs ayant pris part à l'échappée du jour n'arrivent pas à leurs fins, une explication entre sprinteurs se profile à Dosquebradas. Le départ de Palmira se fait sous de gros nuages et avec quelques faiblesses dans la régulation du trafic routier.

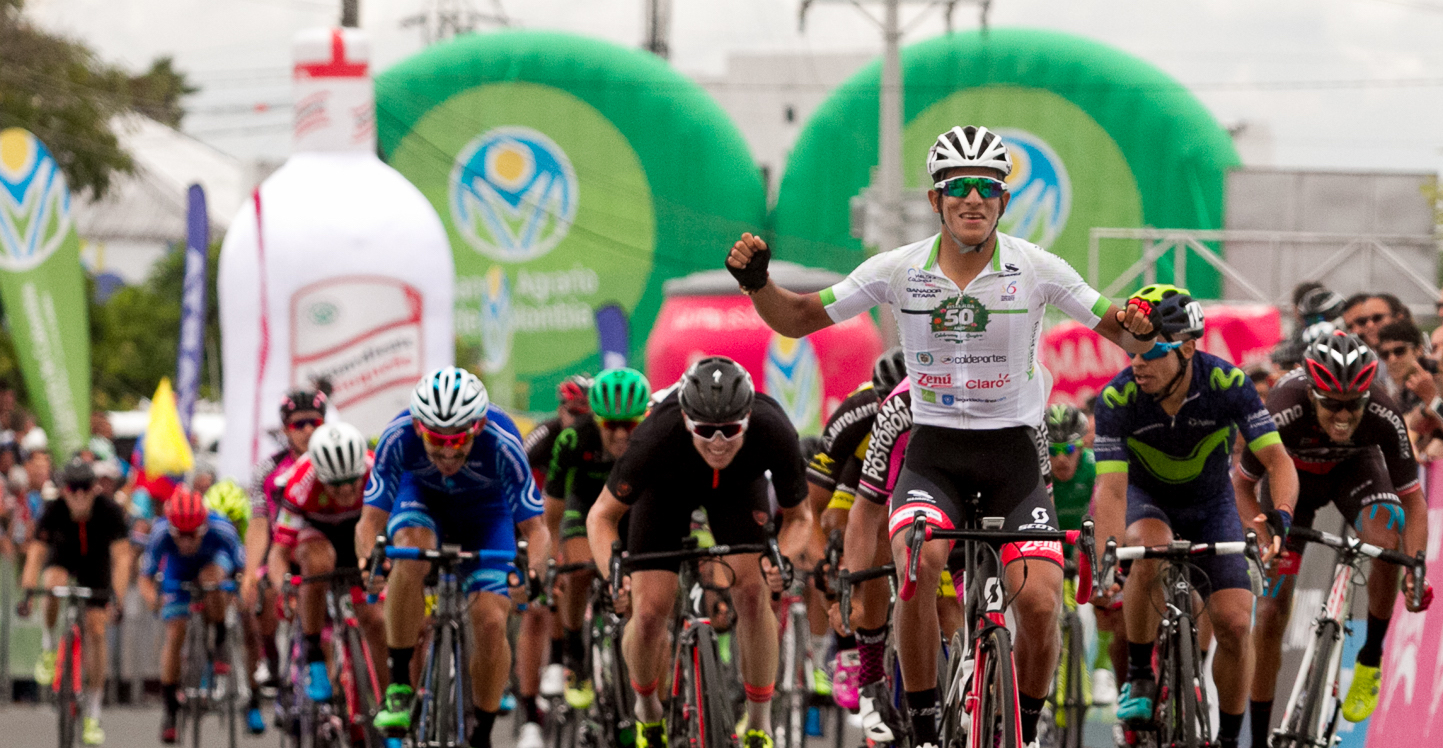
Troisième victoire d'étape pour Nelson Soto.

La pénultième étape voit la cinquième victoire de l'équipe Coldeportes - Zenú - Claro. La première partie du parcours se déroule en terrain plat et est le théâtre de nombreuses velléités d'échappée. Le peloton progresse sous la direction des "Bicicletas Strongman" et des "Supergiros". Outre d'évoluer dans son propre département, la présence de cette équipe aux avant-postes peut s'expliquer par le fait que leur directeur sportif Luis Fernando Otalvaro était celui des "Bicicletas Strongman" lors de la Vuelta de la Juventud,. La lutte pour le classement des étapes volantes entre Weimar Roldán et Diego Ochoa anime la journée. Lors du premier sprint, Nelson Soto dispose de Weimar et de Diego. Il faut attendre près de quatre-vingt kilomètres pour voir une échappée de treize hommes se former, où prend place Roldán. Elle n'obtient jamais plus de 55 s d'avance. Car la formation EPM de Diego Ochoa travaille en tête du peloton pour réduire à néant la fugue avant le deuxième sprint intermédiaire, en vain. Ce qui permet à Weimar Roldán de se rapprocher à un point du leader Ochoa. Cette première échappée périclite. En deux temps, d'autres protagonistes dont Diego Ochoa et Weimar Roldán, encore, vont constituer une nouvelle escapade de treize hommes, qui acquiert un écart maximum de 1 min 40 s. Pourtant au troisième et dernier sprint bonification de la journée, Roldán règle Ochoa. Ainsi, il revient à la hauteur de ce dernier au classement (dix-huit points chacun) mais le dépossède au nombre de passage en tête aux étapes volantes disséminées tout au long de cette 67e édition du Tour de Colombie. En entrant dans le département de Risaralda, le parcours devient plus pentu et l'échappée perd du terrain sous l'impulsion des "Coldeportes" travaillant pour un regroupement et une arrivée à l'emballage. La jonction a lieu à l'entrée de Pereira. Malgré la tentative de Jaime Castañeda de déstabiliser le favori en anticipant son effort par un sprint long, Nelson Soto se montre imbattable,,. D'une part, Soto en profite pour dépouiller du maillot de leader du classement par points son équipier Miguel Ángel Rubiano. D'autre part, l'abandon de Michael Henao est à signaler,.
Pour Nelson Soto, ce qu'il a fait sur cette Vuelta est « tout à fait étonnant ». Remporter trois victoires d'étape, « ce n'est pas peu dire » et démontre qu'il s'était bien préparé pour la compétition. Le sprint le plus difficile fut celui de Yumbo avec une dernière courbe « bien compliquée » à négocier. À l'arrivée, il remercie ses coéquipiers pour leur travail, le laissant en bonne position pour remonter et dépasser Castañeda.

### 12eétape
13 aout circuit dans Pereira
Aristóbulo Cala gagne la 67e édition du Tour de Colombie alors que Juan Pablo Villegas devance le sprint massif pour s'imposer.
Classement de l'étape
|       | Coureur             | Pays     | Équipe                             |    | Temps           |
| ----- | ------------------- | -------- | ---------------------------------- | -- | --------------- |
| 1     | Juan Pablo Villegas | Colombie | Manzana Postobón                   | en | 2 h 30 min 21 s |
| 2     | Nelson Soto         | Colombie | Coldeportes - Zenú - Claro         |    | m.t.            |
| 3     | Luis Carlos Chía    | Colombie | Manzana Postobón                   |    | m.t.            |
| ...9  | Juan Pablo Suárez   | Colombie | EPM                                |    | m.t.            |
| ...13 | Jonathan Caicedo    | Équateur | Bicicletas Strongman               |    | m.t.            |
| ...28 | Alex Cano           | Colombie | Coldeportes - Zenú - Claro         |    | m.t.            |
| ...37 | Miguel Ángel Reyes  | Colombie | Agencia Nacional de Seguridad Vial |    | m.t.            |
| ...45 | Aristóbulo Cala     | Colombie | Bicicletas Strongman               | à  | 4 s             |

Le Tour de Colombie se termine pour la première fois à Pereira, à l'occasion des cinquante ans du département de Risaralda, dont la ville est la capitale. La douzième étape se déroule en circuit dans Pereira. Le départ et l'arrivée se font devant le siège du gouvernement départemental, avenue du 30 août. Le circuit développe 10,7 kilomètres et est à parcourir dix fois. Trois étapes volantes ponctuent la journée aux troisième, sixième et neuvième passages sur la ligne. les derniers 5,5 kilomètres sont en légère montée puisqu'un dénivelé positif de 112 mètres est relevé. Le départ initialement prévu à 9 h est finalement retardé de 30 min. La foule est nombreuse pour assister à cette dernière étape.

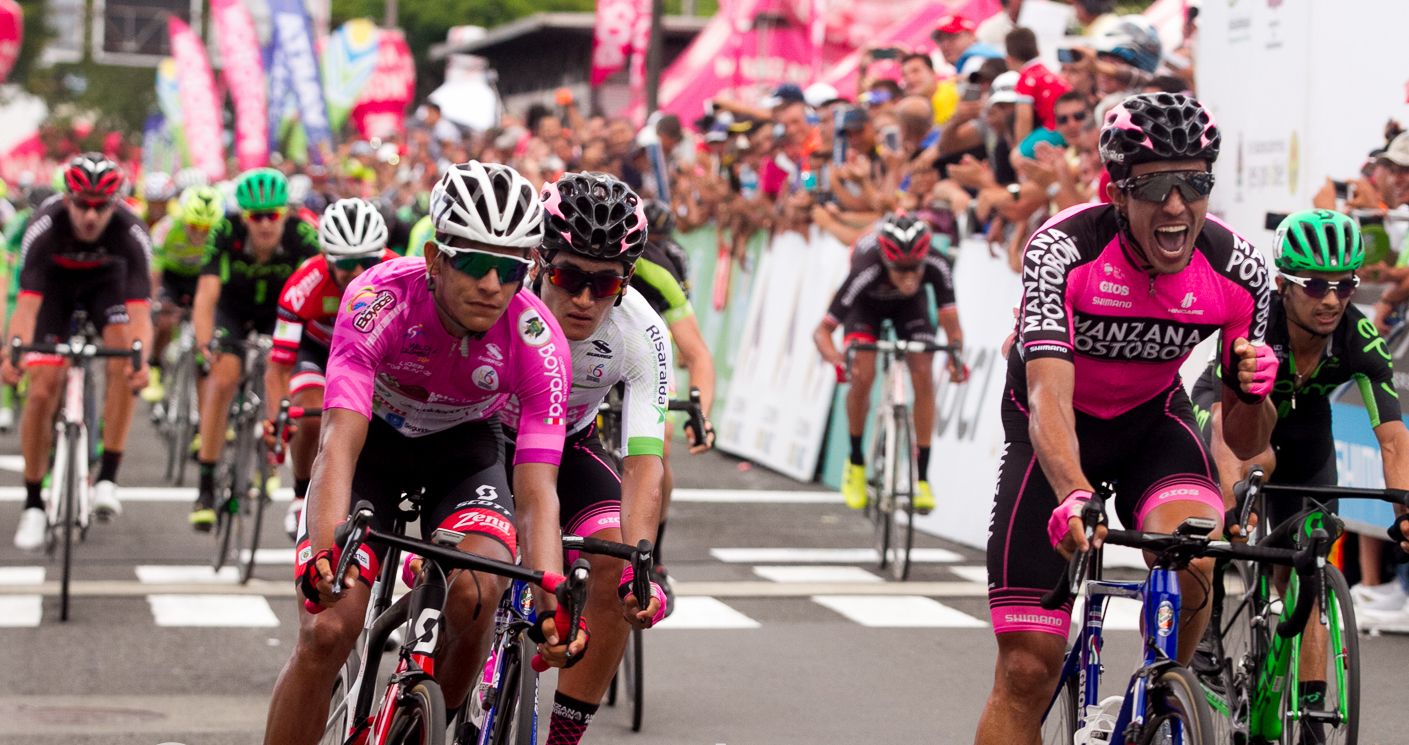
Juan Pablo Villegas explosant de joie.

Juan Pablo Villegas prive Nelson Soto d'une troisième victoire consécutive. Une échappée de neuf coureurs (rapidement réduite à huit éléments) occupe le devant de la scène. Elle s'octroie les trois sprints intermédiaires assurant la tête du classement des étapes volantes à Weimar Roldán. Les fuyards dépassent les deux minutes d'avance. Mais sous l'impulsion des Coldeportes - Zenú - Claro et des EPM, intéressés par une arrivée groupée, l'écart se réduit. Il n'est plus que de 58 s à vingt kilomètres du terme. Le peloton maillot jaune réussit la jonction dans le dernier tour. Alors que le sprint massif semble inévitable, Juan Pablo Villegas l'anticipe, profitant du moment de flottement en tête du peloton lorsque la fugue est rejointe. Il place son démarrage à un peu moins de deux kilomètres du but et conserve une ou deux longueurs d'avance sur Nelson Soto, réglant une nouvelle fois les meilleurs sprinteurs de l'épreuve,,. Deux coureurs terminent hors délais et neuf ne rallient pas l'arrivée. Aucun changement n'est à constater dans les trente premiers du classement général ni sur la plus haute marche du podium des différents classements annexes,.
Aristóbulo Cala est le sixième Santandereano à gagner le Tour de Colombie et le premier depuis 2012 et Félix Cárdenas. Cala est également le huitième vainqueur de la Vuelta à ne pas avoir remporté la moindre étape durant l'épreuve. Le directeur sportif Luis Alfonso Cely remporte son troisième Tour (par l'intermédiaire d'un de ses coureurs). « Grâce à l'équipe, le rêve d'être vainqueur (du Tour de Colombie) est devenu réalité », déclare Aristóbulo à l'issue. Il confie que le contre-la-montre a été l'étape la plus difficile. Il n'a pu dormir, mais par bonheur, il a réalisé un « bon chrono », ce qui a été la clé du succès dans son Tour national. Avec le lendemain, jour de l'Alto de Letras, où il s'est senti bien toute l'étape et où il a pu lancer son attaque dans le final, obtenant l'avantage suffisant pour être sacré quelques jours plus tard. Cette victoire est le fruit de « l'effort, de l'entraînement et de mois de préparation ». Aristóbulo Cala a disputé le Tour du Costa Rica 2016 pour acquérir le foncier lui manquant après son temps d'arrêt. Tout comme les quelques compétitions de cinq jours disputées en Europe, dont la Semaine Coppi et Bartali, le Tour de Castille-et-León ou le Tour des Asturies qui lui ont permis d'affronter cette compétition. Son équipe a effectué une "prevuelta", où elle a reconnu les étapes les plus difficiles. L'idée de Cely était de préparer ses coureurs pour le Tour de Colombie, Cala s'y révéla le meilleur. Par ailleurs, après avoir échoué de peu lors des sprints des deux étapes précédentes, l'équipe Manzana Postobón décide de changer de stratégie. Sa direction a convenu d'attendre les derniers kilomètres pour lancer une attaque. Ce qu'a réalisé Juan Pablo Villegas pour s'imposer avec une faible marge sur le peloton lancé à ses trousses.

## Cas de dopage
Moins d'une semaine après la fin de la compétition, le coureur neuchâtelois Alexandre Ballet se confie à la presse de son canton « sur les agissements d'un certain coureur, qu'il a surnommé "le pharmacien". Ce dernier distribuait des pastilles dans le peloton. » L'article suscite des commentaires en Colombie et la réprobation du président de la fédération colombienne de cyclisme Jorge González, qui voit, dans le témoignage de Ballet, une nouvelle tentative d'entacher l'image de la Colombie.
Pourtant au mois de novembre, l'Union cycliste internationale notifie à huit coureurs un résultat analytique anormal sur des échantillons prélevés lors de la compétition. Les cyclistes boyacenses Luis Largo, Jonathan Paredes, Edward Díaz, Fernando Camargo et Robinson López, le Cundinamarqués Fabio Montenegro et le Bolivien Óscar Soliz sont notifiés pour un résultat analytique anormal au CERA sur des échantillons sanguins prélevés les 1er et 2 août. Le Bogotanais Juan Carlos Cadena, lui, est notifié pour de la nandrolone trouvée dans un prélèvement urinaire, daté du 11 août. Des huit noms révélés se détachent ceux de Soliz (huitième au classement général et vainqueur du Clásico RCN 2014) et de López (quatorzième et meilleur jeune), les autres terminant au-delà de la vingtième place. Même si Largo (pour qui c'est le deuxième cas positif) et Cadena finissent l'épreuve coureur le mieux classé de leur équipe respective.
Début janvier 2018, l'UCI sanctionne de quatre ans de suspension des coureurs comme Jonathan Paredes, Edward Díaz ou Robinson López. Leurs résultats durant la compétition leur sont retirés.

## Classements finals

### Classement général final
125 coureurs terminent l'épreuve.
| \| Classement général \| Classement général \| Classement général \| Classement général \| Classement général \| \| Coureur \| Coureur \| Pays \| Équipe \| Temps \| \| ------------------ \| -------------------- \| ------------------ \| ---------------------------------- \| ------------------ \| \| 1er \| Aristóbulo Cala \| Colombie \| Bicicletas Strongman \| 42 h 07 min 25 s \| \| 2e \| Alex Cano \| Colombie \| Coldeportes-Zenú \| + 2 min 05 s \| \| 3e \| Juan Pablo Suárez \| Colombie \| EPM \| + 2 min 07 s \| \| 4e \| Jonathan Caicedo \| Équateur \| Bicicletas Strongman \| + 2 min 19 s \| \| 5e \| Miguel Ángel Reyes \| Colombie \| Agencia Nacional de Seguridad Vial \| + 4 min 06 s \| \| 6e \| Miguel Ángel Rubiano \| Colombie \| Coldeportes-Zenú \| + 4 min 52 s \| \| 7e \| Luis Felipe Laverde \| Colombie \| Coldeportes-Zenú \| + 5 min 47 s \| \| 8e \| Óscar Soliz \| Bolivie \| Movistar Team América \| + 6 min 05 s \| \| 9e \| Óscar Sevilla \| Espagne \| Medellín-Inder \| + 7 min 05 s \| \| 10e \| José Serpa \| Colombie \| Supergiros \| + 8 min 14 s \| |                      |          |                                    |                  |
| |                      |          |                                    |                  |
| Source : ProCyclingStats |                      |          |                                    |                  |
| Classement général |                      |          |                                    |                  |
| Coureur | Coureur              | Pays     | Équipe                             | Temps            |
| 1er | Aristóbulo Cala      | Colombie | Bicicletas Strongman               | 42 h 07 min 25 s |
| 2e | Alex Cano            | Colombie | Coldeportes-Zenú                   | + 2 min 05 s     |
| 3e | Juan Pablo Suárez    | Colombie | EPM                                | + 2 min 07 s     |
| 4e | Jonathan Caicedo     | Équateur | Bicicletas Strongman               | + 2 min 19 s     |
| 5e | Miguel Ángel Reyes   | Colombie | Agencia Nacional de Seguridad Vial | + 4 min 06 s     |
| 6e | Miguel Ángel Rubiano | Colombie | Coldeportes-Zenú                   | + 4 min 52 s     |
| 7e | Luis Felipe Laverde  | Colombie | Coldeportes-Zenú                   | + 5 min 47 s     |
| 8e | Óscar Soliz          | Bolivie  | Movistar Team América              | + 6 min 05 s     |
| 9e | Óscar Sevilla        | Espagne  | Medellín-Inder                     | + 7 min 05 s     |
| 10e | José Serpa           | Colombie | Supergiros                         | + 8 min 14 s     |

### Classements annexes
| Classement de la montagne | Classement de la montagne | Classement de la montagne | Classement de la montagne          | Classement de la montagne |
| Coureur                   | Coureur                   | Pays                      | Équipe                             | Points                    |
| ------------------------- | ------------------------- | ------------------------- | ---------------------------------- | ------------------------- |
| 1er                       | Miguel Ángel Reyes        | Colombie                  | Agencia Nacional de Seguridad Vial | 39 pts                    |
| 2e                        | Juan Pablo Suárez         | Colombie                  | EPM                                | 28 pts                    |
| 3e                        | Miguel Ángel Rubiano      | Colombie                  | Coldeportes-Zenú                   | 23 pts                    |

| Classement de la montagne | Classement de la montagne | Classement de la montagne | Classement de la montagne          | Classement de la montagne |
| Coureur                   | Coureur                   | Pays                      | Équipe                             | Points                    |
| ------------------------- | ------------------------- | ------------------------- | ---------------------------------- | ------------------------- |
| 1er                       | Miguel Ángel Reyes        | Colombie                  | Agencia Nacional de Seguridad Vial | 39 pts                    |
| 2e                        | Juan Pablo Suárez         | Colombie                  | EPM                                | 28 pts                    |
| 3e                        | Miguel Ángel Rubiano      | Colombie                  | Coldeportes-Zenú                   | 23 pts                    |

| Classement par équipes | Classement par équipes             | Classement par équipes | Classement par équipes |
| Équipe                 | Équipe                             | Pays                   | Temps                  |
| ---------------------- | ---------------------------------- | ---------------------- | ---------------------- |
| 1re                    | Coldeportes-Zenú                   | Colombie               | 125 h 46 min 20 s      |
| 2e                     | Bicicletas Strongman               | Colombie               | + 6 min 52 s           |
| 3e                     | Agencia Nacional de Seguridad Vial | Colombie               | + 23 min 28 s          |

| Classement par équipes | Classement par équipes             | Classement par équipes | Classement par équipes |
| Équipe                 | Équipe                             | Pays                   | Temps                  |
| ---------------------- | ---------------------------------- | ---------------------- | ---------------------- |
| 1re                    | Coldeportes-Zenú                   | Colombie               | 125 h 46 min 20 s      |
| 2e                     | Bicicletas Strongman               | Colombie               | + 6 min 52 s           |
| 3e                     | Agencia Nacional de Seguridad Vial | Colombie               | + 23 min 28 s          |

| Classement des sprints | Classement des sprints | Classement des sprints | Classement des sprints | Classement des sprints |
| Coureur                | Coureur                | Pays                   | Équipe                 | Points                 |
| ---------------------- | ---------------------- | ---------------------- | ---------------------- | ---------------------- |
| 1er                    | Weimar Roldán          | Colombie               | Medellín-Inder         | 18 pts                 |
| 2e                     | Diego Ochoa            | Colombie               | EPM                    | 18 pts                 |
| 3e                     | Nicolás Paredes        | Colombie               | Medellín-Inder         | 13 pts                 |

| Classement des sprints | Classement des sprints | Classement des sprints | Classement des sprints | Classement des sprints |
| Coureur                | Coureur                | Pays                   | Équipe                 | Points                 |
| ---------------------- | ---------------------- | ---------------------- | ---------------------- | ---------------------- |
| 1er                    | Weimar Roldán          | Colombie               | Medellín-Inder         | 18 pts                 |
| 2e                     | Diego Ochoa            | Colombie               | EPM                    | 18 pts                 |
| 3e                     | Nicolás Paredes        | Colombie               | Medellín-Inder         | 13 pts                 |

| Classement du meilleur jeune | Classement du meilleur jeune | Classement du meilleur jeune | Classement du meilleur jeune | Classement du meilleur jeune |
| Coureur                      | Coureur                      | Pays                         | Équipe                       | Temps                        |
| ---------------------------- | ---------------------------- | ---------------------------- | ---------------------------- | ---------------------------- |
| 1er                          | Anderson Paredes             | Venezuela                    | JB Ropa Deportiva            | 42 h 29 min 03 s             |
| 2e                           | Sergio Higuita               | Colombie                     | Manzana Postobón             | + 12 min 47 s                |
| 3e                           | Wilson Cardona               | Colombie                     | GW Shimano                   | + 37 min 28 s                |

| Classement du meilleur jeune | Classement du meilleur jeune | Classement du meilleur jeune | Classement du meilleur jeune | Classement du meilleur jeune |
| Coureur                      | Coureur                      | Pays                         | Équipe                       | Temps                        |
| ---------------------------- | ---------------------------- | ---------------------------- | ---------------------------- | ---------------------------- |
| 1er                          | Anderson Paredes             | Venezuela                    | JB Ropa Deportiva            | 42 h 29 min 03 s             |
| 2e                           | Sergio Higuita               | Colombie                     | Manzana Postobón             | + 12 min 47 s                |
| 3e                           | Wilson Cardona               | Colombie                     | GW Shimano                   | + 37 min 28 s                |

#### Classement par points
| Classement par points | Classement par points | Classement par points | Classement par points | Classement par points |
| Coureur               | Coureur               | Pays                  | Équipe                | Points                |
| --------------------- | --------------------- | --------------------- | --------------------- | --------------------- |
| 1er                   | Nelson Soto           | Colombie              | Coldeportes-Zenú      | 66 pts                |
| 2e                    | Miguel Ángel Rubiano  | Colombie              | Coldeportes-Zenú      | 51 pts                |
| 3e                    | José Serpa            | Colombie              | Supergiros            | 42 pts                |

## UCI America Tour
La 67e édition du Tour de Colombie est inscrite au calendrier de l'UCI America Tour 2017. Cet évènement est enregistré en classe 2.2, conformément aux règlements de l'UCI. Pour le classement America Tour Élite et Sub-23, les points sont attribués selon l'article 2.10.008 (modifié), de la manière suivante :
| Position           | 1er | 2e | 3e | 4e | 5e | 6e | 7e | 8e | 9e | 10e |
| Classement général | 40  | 30 | 25 | 20 | 15 | 10 | 5  | 3  | 3  | 3   |
| Par étapes         | 7   | 3  | 1  |    |    |    |    |    |    |     |
| Leader par étapes  | 1   |    |    |    |    |    |    |    |    |     |

| Classement | Classement           | Classement                         | Classement         | Classement | Classement        | Classement |
| Position   | Coureur              | Équipe                             | Classement général | Par étapes | Leader par étapes | Total      |
| ---------- | -------------------- | ---------------------------------- | ------------------ | ---------- | ----------------- | ---------- |
| 1er        | Aristóbulo Cala      | Bicicletas Strongman               | 40                 | 2          | 8                 | 50         |
| 2e         | Alex Cano            | Coldeportes - Zenú - Claro         | 30                 | 15         |                   | 45         |
| 3e         | Juan Pablo Suárez    | EPM                                | 25                 | 9          | 1                 | 35         |
| 4e         | Nelson Soto          | Coldeportes - Zenú - Claro         |                    | 25         |                   | 25         |
| 5e         | Miguel Ángel Reyes   | Agencia Nacional de Seguridad Vial | 15                 | 8          |                   | 23         |
| 6e         | Jonathan Caicedo     | Bicicletas Strongman               | 20                 | 1          |                   | 21         |
| 7e         | Miguel Ángel Rubiano | Coldeportes - Zenú - Claro         | 10                 | 7          |                   | 17         |
| 8e         | José Serpa           | Team Super Giros                   | 3                  | 7          |                   | 10         |
| 9e         | Griffin Easter       | Team Illuminate                    |                    | 8          |                   | 8          |
| -          | Juan Pablo Villegas  | Manzana Postobón                   |                    | 8          |                   | 8          |

| Suite du classement (11-33) | Suite du classement (11-33) | Suite du classement (11-33)       | Suite du classement (11-33) | Suite du classement (11-33) | Suite du classement (11-33) | Suite du classement (11-33) |
| Position | Coureur                     | Équipe                            | Classement général          | Par étapes                  | Leader par étapes           | Total                       |
| --- | --------------------------- | --------------------------------- | --------------------------- | --------------------------- | --------------------------- | --------------------------- |
| 11e | Wilmar Paredes              | Manzana Postobón                  |                             | 7                           |                             | 7                           |
| 12e | Luis Felipe Laverde         | Coldeportes - Zenú - Claro        | 5                           | 1                           |                             | 6                           |
| - | Óscar Soliz*                | Movistar Team América             | 3                           | 3                           |                             | 6                           |
| - | Nicolás Paredes             | Medellín - Inder                  |                             | 4                           | 2                           | 6                           |
| 15e | Diego Ochoa                 | EPM                               |                             | 5                           |                             | 5                           |
| 16e | Luis Carlos Chía            | Manzana Postobón                  |                             | 4                           |                             | 4                           |
| - | Óscar Sevilla               | Medellín - Inder                  | 3                           | 1                           |                             | 4                           |
| 18e | Edwin Ávila                 | Team Illuminate                   |                             | 3                           |                             | 3                           |
| - | Edwin Carvajal              | EPM                               |                             | 3                           |                             | 3                           |
| - | Pedro Herrera               | EBSA Empresa de Energía de Boyacá |                             | 3                           |                             | 3                           |
| - | Jhonathan Ospina            | GW Shimano - Chaoyang - Envía     |                             | 3                           |                             | 3                           |
| 22e | Nicolás Castro              | EPM                               |                             | 2                           |                             | 2                           |
| - | Edward Díaz*                | EPM                               |                             | 2                           |                             | 2                           |
| - | Fabio Duarte                | EPM                               |                             | 2                           |                             | 2                           |
| - | Camilo Gómez                | Bicicletas Strongman              |                             | 2                           |                             | 2                           |
| - | Freddy Montaña              | EPM                               |                             | 2                           |                             | 2                           |
| 27e | Jaime Castañeda             | Movistar Team América             |                             | 1                           |                             | 1                           |
| - | Rodrigo Contreras           | Coldeportes - Zenú - Claro        |                             | 1                           |                             | 1                           |
| - | Juan Martín Mesa            | Coldeportes - Zenú - Claro        |                             | 1                           |                             | 1                           |
| - | Jonathan Paredes*           | EBSA Empresa de Energía de Boyacá |                             | 1                           |                             | 1                           |
| - | Cristian Ruiz               | Manzana Postobón                  |                             | 1                           |                             | 1                           |
| - | Óscar Sánchez               | Bicicletas Strongman              |                             | 1                           |                             | 1                           |
| - | Sebastián Tamayo            | Bicicletas Strongman              |                             | 1                           |                             | 1                           |
| N.B. : Les coureurs dont les noms sont suivis d'un astérisque sont privés de leurs résultats, pour violation des règles antidopage. |                             |                                   |                             |                             |                             |                             |

## Évolution des classements
| Étapes             | Vainqueur           | Classement général | Classement du meilleur jeune | Classement de la montagne | Classement par points | Classement des étapes volantes | Classement par équipes     |
| ------------------ | ------------------- | ------------------ | ---------------------------- | ------------------------- | --------------------- | ------------------------------ | -------------------------- |
| 1re étape          | EPM                 | Juan Pablo Suárez  | Wilson Cardona               | Jonathan Caicedo          | Juan Pablo Suárez     | Juan Martín Mesa               | EPM                        |
| 2e étape           | Wilmar Paredes      | Nicolás Paredes    | Wilmar Paredes               | Wilmar Paredes            | Wilmar Paredes        | Nicolás Paredes                | EPM                        |
| 3e étape           | Nelson Soto         | Nicolás Paredes    | Wilmar Paredes               | Wilmar Paredes            | Nelson Soto           | Steven Cuesta                  | EPM                        |
| 4e étape           | Juan Pablo Suárez   | Aristóbulo Cala    | Robinson López               | Juan Pablo Suárez         | Nelson Soto           | Pedro Nelson Torres            | Bicicletas Strongman       |
| 5e étape           | Alex Cano           | Aristóbulo Cala    | Robinson López               | Juan Pablo Suárez         | Miguel Ángel Rubiano  | Juan Esteban Arango            | Coldeportes - Zenú - Claro |
| 6e étape           | Griffin Easter      | Aristóbulo Cala    | Robinson López               | Juan Pablo Suárez         | Miguel Ángel Rubiano  | Diego Ochoa                    | Coldeportes - Zenú - Claro |
| 7e étape           | José Serpa          | Aristóbulo Cala    | Robinson López               | Juan Pablo Suárez         | Miguel Ángel Rubiano  | Diego Ochoa                    | Coldeportes - Zenú - Claro |
| 8e étape           | Alex Cano           | Aristóbulo Cala    | Robinson López               | Juan Pablo Suárez         | Miguel Ángel Rubiano  | Diego Ochoa                    | Coldeportes - Zenú - Claro |
| 9e étape           | Miguel Ángel Reyes  | Aristóbulo Cala    | Robinson López               | Miguel Ángel Reyes        | Miguel Ángel Rubiano  | Diego Ochoa                    | Coldeportes - Zenú - Claro |
| 10e étape          | Nelson Soto         | Aristóbulo Cala    | Robinson López               | Miguel Ángel Reyes        | Miguel Ángel Rubiano  | Diego Ochoa                    | Coldeportes - Zenú - Claro |
| 11e étape          | Nelson Soto         | Aristóbulo Cala    | Robinson López               | Miguel Ángel Reyes        | Nelson Soto           | Weimar Roldán                  | Coldeportes - Zenú - Claro |
| 12e étape          | Juan Pablo Villegas | Aristóbulo Cala    | Robinson López               | Miguel Ángel Reyes        | Nelson Soto           | Weimar Roldán                  | Coldeportes - Zenú - Claro |
| Classements finals | Classements finals  | Aristóbulo Cala    | Robinson López               | Miguel Ángel Reyes        | Nelson Soto           | Weimar Roldán                  | Coldeportes - Zenú - Claro |

## Liste des participants
- Liste de départ complète

| Légende                                | Légende                                                                                                  | Légende                         | Légende |
| -------------------------------------- | --- | ------------------------------- | --- |
| Num                                    | Dossard de départ porté par le coureur sur ce Tour de Colombie                                           | Pos                             | Position finale au classement général                                                                                       |
| Leader du classement général           | Indique le vainqueur du classement général                                                               | Leader du classement par points | Indique le vainqueur du classement par points                                                                               |
|                                        | Indique le vainqueur du classement de la montagne                                                        |                                 | Indique le vainqueur du classement des étapes volantes                                                                      |
| Leader du classement du meilleur jeune | Indique le vainqueur du classement des moins de 23 ans                                                   |                                 | Indique le vainqueur du classement des néophytes                                                                            |
| *                                      | Indique un coureur en lice pour le maillot blanc (coureurs nés après le 1er janvier 1995)                | **                              | Indique un coureur en lice pour le classement du meilleur néophyte (coureurs n'ayant jamais participé au Tour de Colombie). |
|                                        | Indique le vainqueur du classement du meilleur étranger                                                  |                                 | Indique un maillot de champion national ou mondial, suivi de sa spécialité                                                  |
| #                                      | Indique la meilleure équipe                                                                              |                                 | |
| NP                                     | Indique un coureur qui n'a pas pris le départ d'une étape, suivi du numéro de l'étape où il s'est retiré | AB                              | Indique un coureur contraint à l'abandon, suivi du numéro de l'étape où il s'est retiré                                     |
| HD                                     | Indique un coureur qui a terminé une étape hors des délais, suivi du numéro de l'étape                   | EX                              | Indique un coureur exclu pour non-respect du règlement, suivi du numéro de l'étape où il s'est fait exclure                 |
| 14e                                    | Indique un coureur dont les résultats ont été annulés, pour violation des règles antidopage              |                                 | |

| Manzana Postobón                              | Manzana Postobón             | Manzana Postobón |
| --------------------------------------------- | ---------------------------- | ---------------- |
| Num                                           | Coureur                      | Pos              |
| 1                                             | Sebastián Molano Colombie    | NP-6             |
| 2                                             | Wilmar Paredes Colombie*     | 55e              |
| 3                                             | Yecid Sierra Colombie        | AB-5             |
| 4                                             | Juan Pablo Villegas Colombie | 92e              |
| 5                                             | Sergio Higuita Colombie*     | 30e              |
| 6                                             | Ever Rivera Colombie         | 59e              |
| 7                                             | Cristian Ruiz Colombie*      | 77e              |
| 8                                             | Luis Carlos Chía Colombie*   | 113e             |
| Directeur sportif : Luis Fernando Saldarriaga |                              |                  |

| Medellín - Inder                          | Medellín - Inder             | Medellín - Inder |
| ----------------------------------------- | ---------------------------- | ---------------- |
| Num                                       | Coureur                      | Pos              |
| 11                                        | Óscar Sevilla Espagne        | 9e               |
| 12                                        | Walter Vargas Colombie       | 101e             |
| 13                                        | Cristhian Montoya Colombie   | 39e              |
| 14                                        | Róbigzon Oyola Colombie      | 62e              |
| 15                                        | Weimar Roldán Colombie       | 82e              |
| 16                                        | Juan Esteban Arango Colombie | AB-6             |
| 17                                        | Nicolás Paredes Colombie     | 23e              |
| 18                                        | Eduardo Estrada Colombie*    | 120e             |
| Directeur sportif : José Julián Velásquez |                              |                  |

| Team Illuminate                         | Team Illuminate                | Team Illuminate |
| --------------------------------------- | ------------------------------ | --------------- |
| Num                                     | Coureur                        | Pos             |
| 21                                      | Edwin Ávila Colombie           | 106e            |
| 22                                      | Griffin Easter États-Unis**    | 44e             |
| 23                                      | Cullen Easter États-Unis**     | 52e             |
| 24                                      | Connor McCutcheon États-Unis** | HD-4            |
| 25                                      | Simon Pellaud Suisse**         | 98e             |
| 26                                      | Brad Neagos États-Unis**       | AB-4            |
| Directeur sportif : Christopher Johnson |                                |                 |

| Coldeportes - Zenú - Claro #       | Coldeportes - Zenú - Claro #  | Coldeportes - Zenú - Claro # |
| ---------------------------------- | ----------------------------- | ---------------------------- |
| Num                                | Coureur                       | Pos                          |
| 31                                 | Alex Cano Colombie            | 2e                           |
| 32                                 | Luis Felipe Laverde Colombie  | 7e                           |
| 33                                 | Rodrigo Contreras Colombie    | 67e                          |
| 34                                 | Miguel Ángel Rubiano Colombie | 6e                           |
| 35                                 | John Martínez Colombie        | 50e                          |
| 36                                 | Dalivier Ospina Colombie      | 68e                          |
| 37                                 | Nelson Soto Colombie          | 74e                          |
| 38                                 | Juan Martín Mesa Colombie     | 60e                          |
| Directeur sportif : Jorge Arbeláez |                               |                              |

| D'Amico - Utensilnord             | D'Amico - Utensilnord      | D'Amico - Utensilnord |
| --------------------------------- | -------------------------- | --------------------- |
| Num                               | Coureur                    | Pos                   |
| 41                                | Federico Canuti Italie**   | 25e                   |
| 42                                | Ettore Carlini Italie**    | 72e                   |
| 43                                | Sebastián Caro Colombie    | 37e                   |
| 44                                | Angelo Raffaele Italie**   | AB-2                  |
| 45                                | Nicolas Samparisi Italie** | 111e                  |
| 46                                | Fabio Tommassini Italie**  | 79e                   |
| Directeur sportif : Massimo Codol |                            |                       |

| GW Shimano - Chaoyang - Envía            | GW Shimano - Chaoyang - Envía  | GW Shimano - Chaoyang - Envía |
| ---------------------------------------- | ------------------------------ | ----------------------------- |
| Num                                      | Coureur                        | Pos                           |
| 51                                       | Alexis Camacho Colombie        | 15e                           |
| 52                                       | Robinson Chalapud Colombie     | 46e                           |
| 53                                       | Walter Pedraza Colombie        | AB-5                          |
| 54                                       | Juan Pablo Rendón Colombie     | 63e                           |
| 55                                       | Juan Alejandro García Colombie | AB-12                         |
| 56                                       | Johan Camilo Pérez Colombie    | AB-9                          |
| 57                                       | Jhonathan Ospina Colombie      | 69e                           |
| 58                                       | Wilson Cardona Colombie*       | 48e                           |
| Directeur sportif : Andrés Felipe Torres |                                |                               |

| Bicicletas Strongman                  | Bicicletas Strongman      | Bicicletas Strongman |
| ------------------------------------- | ------------------------- | -------------------- |
| Num                                   | Coureur                   | Pos                  |
| 61                                    | Camilo Gómez Colombie     | 17e                  |
| 62                                    | Omar Mendoza Colombie     | 33e                  |
| 63                                    | Aristóbulo Cala Colombie  | 1er                  |
| 64                                    | Óscar Sánchez Colombie    | 40e                  |
| 65                                    | Sebastián Tamayo Colombie | 64e                  |
| 66                                    | Marvin Angarita Colombie  | AB-12                |
| 67                                    | Jonathan Caicedo Équateur | 4e                   |
| 68                                    | William Muñoz Colombie    | AB-12                |
| Directeur sportif : Luis Alfonso Cely |                           |                      |

| EPM                           | EPM                        | EPM  |
| ----------------------------- | -------------------------- | ---- |
| Num                           | Coureur                    | Pos  |
| 71                            | Fabio Duarte Colombie      | 29e  |
| 72                            | Freddy Montaña Colombie    | NP-7 |
| 73                            | Juan Pablo Suárez Colombie | 3e   |
| 74                            | Edwin Carvajal Colombie    | 45e  |
| 75                            | Diego Ochoa Colombie       | 38e  |
| 76                            | Edward Díaz Colombie       | 36e  |
| 77                            | Jairo Salas Colombie       | 109e |
| 78                            | Nicolás Castro Colombie    | 87e  |
| Directeur sportif : Raúl Mesa |                            |      |

| Sélection nationale de Suisse  | Sélection nationale de Suisse | Sélection nationale de Suisse |
| ------------------------------ | ----------------------------- | ----------------------------- |
| Num                            | Coureur                       | Pos                           |
| 81                             | Matteo Badilatti Suisse**     | 78e                           |
| 82                             | Alexandre Ballet Suisse**     | AB-12                         |
| 83                             | Dimitri Bussard Suisse**      | 110e                          |
| 84                             | Luca Cairoli Suisse**         | 115e                          |
| 85                             | Cyrille Thièry Suisse**       | 100e                          |
| 86                             | Dominic von Burg Suisse**     | 125e                          |
| Directeur sportif : Kurt Bürgi |                               |                               |

| FF AA Ejército Nacional                 | FF AA Ejército Nacional       | FF AA Ejército Nacional |
| --------------------------------------- | ----------------------------- | ----------------------- |
| Num                                     | Coureur                       | Pos                     |
| 91                                      | Wilinton Bustamante Colombie  | 47e                     |
| 92                                      | Yoedison Bustamante Colombie  | AB-12                   |
| 93                                      | Jhon Fredy Avila Colombie     | 124e                    |
| 94                                      | Yeisson Quetama Colombie      | HD-5                    |
| 95                                      | Jairo Cruz Colombie           | AB-3                    |
| 96                                      | Luis Hernán Quiceno Colombie* | 96e                     |
| 97                                      | Nicolás García Colombie       | 119e                    |
| 98                                      | Yeison Castillo Colombie      | 73e                     |
| Directeur sportif : José Jaime González |                               |                         |

| Sogamoso Incluyente - IDRS         | Sogamoso Incluyente - IDRS   | Sogamoso Incluyente - IDRS |
| ---------------------------------- | ---------------------------- | -------------------------- |
| Num                                | Coureur                      | Pos                        |
| 101                                | Luis Largo Colombie          | 24e                        |
| 102                                | Albeiro Rabón Colombie       | 41e                        |
| 103                                | Edwin Hernández Colombie     | 83e                        |
| 104                                | Carlos Alberto Díaz Colombie | AB-9                       |
| 105                                | Jhon Soracá Colombie         | AB-6                       |
| 106                                | Brayan Benavides Colombie    | 102e                       |
| 107                                | Sergio Martínez Colombie*    | AB-6                       |
| 108                                | Andrés Guzmán Colombie*      | 71e                        |
| Directeur sportif : Rafael Acevedo |                              |                            |

| Sundark Arawak Eca Team           | Sundark Arawak Eca Team   | Sundark Arawak Eca Team |
| --------------------------------- | ------------------------- | ----------------------- |
| Num                               | Coureur                   | Pos                     |
| 111                               | Norberto Wilches Colombie | 80e                     |
| 112                               | Dúber Quintero Colombie   | HD-4                    |
| 113                               | Diego Calderón Colombie   | HD-5                    |
| 114                               | Armando Cárdenas Colombie | HD-4                    |
| 115                               | Juan Hoyos Colombie*      | 61e                     |
| 116                               | Stiven Giraldo Colombie   | 32e                     |
| 117                               | Yeison Rincón Colombie*   | HD-12                   |
| 118                               | Michael Henao Colombie    | NP-11                   |
| Directeur sportif : Pablo Wilches |                           |                         |

| Aguardiente Antioqueño - Indeportes Antioquia - IDEA - Lotería de Medellín | Aguardiente Antioqueño - Indeportes Antioquia - IDEA - Lotería de Medellín | Aguardiente Antioqueño - Indeportes Antioquia - IDEA - Lotería de Medellín |
| -------------------------------------------------------------------------- | -------------------------------------------------------------------------- | -------------------------------------------------------------------------- |
| Num                                                                        | Coureur                                                                    | Pos                                                                        |
| 121                                                                        | Danny Osorio Colombie                                                      | 11e                                                                        |
| 122                                                                        | José Tito Hernández Colombie                                               | 22e                                                                        |
| 123                                                                        | Alejandro Serna Colombie                                                   | 27e                                                                        |
| 124                                                                        | Arley Montoya Colombie                                                     | 28e                                                                        |
| 125                                                                        | Carlos Julián Quintero Colombie                                            | 66e                                                                        |
| 126                                                                        | Mauricio Ardila Colombie                                                   | 99e                                                                        |
| 127                                                                        | Rafael Montiel Colombie                                                    | 12e                                                                        |
| 128                                                                        | Jader Betancur Colombie                                                    | 49e                                                                        |
| Directeur sportif : Héctor Castaño                                         |                                                                            |                                                                            |

| Agencia Nacional de Seguridad Vial   | Agencia Nacional de Seguridad Vial | Agencia Nacional de Seguridad Vial |
| ------------------------------------ | ---------------------------------- | ---------------------------------- |
| Num                                  | Coureur                            | Pos                                |
| 131                                  | Juan José Carrero Colombie*        | AB-6                               |
| 132                                  | Steven Cuesta Colombie*            | HD-5                               |
| 133                                  | Miguel Ángel Reyes Colombie        | 5e                                 |
| 134                                  | Álvaro Gómez Colombie              | 19e                                |
| 135                                  | Jefferson Feo Colombie             | 107e                               |
| 136                                  | Remberto Jaramillo Colombie        | 122e                               |
| 137                                  | Edward Beltrán Colombie            | 16e                                |
| 138                                  | Juan Felipe Guzmán Colombie*       | 114e                               |
| Directeur sportif : Gustavo Carrillo |                                    |                                    |

| Movistar Team América              | Movistar Team América         | Movistar Team América |
| ---------------------------------- | ----------------------------- | --------------------- |
| Num                                | Coureur                       | Pos                   |
| 141                                | Óscar Soliz Bolivie           | 8e                    |
| 142                                | Alexander Gil Colombie        | 26e                   |
| 143                                | Álvaro Duarte Colombie        | 42e                   |
| 144                                | Yeison Chaparro Colombie      | AB-4                  |
| 145                                | Carlos Mario Ramírez Colombie | 58e                   |
| 146                                | Edwin Sánchez Colombie        | AB-9                  |
| 147                                | Yuber Contreras Colombie      | 70e                   |
| 148                                | Jaime Castañeda Colombie      | 118e                  |
| Directeur sportif : Libardo Leyton |                               |                       |

| Depormundo - Multirepuestos Bosa           | Depormundo - Multirepuestos Bosa | Depormundo - Multirepuestos Bosa |
| ------------------------------------------ | -------------------------------- | -------------------------------- |
| Num                                        | Coureur                          | Pos                              |
| 151                                        | Javier Jamaica Colombie*         | AB-5                             |
| 152                                        | Juan Carlos Cadena Colombie*     | 88e                              |
| 153                                        | Jhon Maldonado Colombie*         | AB-12                            |
| 154                                        | Andrés Felipe Herrera Colombie   | 94e                              |
| 155                                        | Miguel Macías Colombie*          | HD-4                             |
| 156                                        | Edy Navarrete Colombie*          | HD-4                             |
| 157                                        | Wilver Fonseca Colombie          | HD-5                             |
| 158                                        | Wilmer Beltrán Colombie          | 117e                             |
| Directeur sportif : Marco Tulio Bustamante |                                  |                                  |

| EBSA Empresa de Energía de Boyacá       | EBSA Empresa de Energía de Boyacá | EBSA Empresa de Energía de Boyacá |
| --------------------------------------- | --------------------------------- | --------------------------------- |
| Num                                     | Coureur                           | Pos                               |
| 161                                     | Óscar Rivera Colombie             | 13e                               |
| 162                                     | Wilson Marentes Colombie          | 51e                               |
| 163                                     | Pedro Herrera Colombie            | 97e                               |
| 164                                     | Fabio Montenegro Colombie         | 84e                               |
| 165                                     | Cristian Tamayo Colombie          | AB-5                              |
| 166                                     | Wilmer Rodríguez Colombie         | 95e                               |
| 167                                     | Jonathan Paredes Colombie         | 35e                               |
| 168                                     | Pedro Nelson Torres Colombie      | HD-5                              |
| Directeur sportif : Rafael Antonio Niño |                                   |                                   |

| Boyacá es Para Vivirla                | Boyacá es Para Vivirla      | Boyacá es Para Vivirla |
| ------------------------------------- | --------------------------- | ---------------------- |
| Num                                   | Coureur                     | Pos                    |
| 171                                   | Cayetano Sarmiento Colombie | 31e                    |
| 172                                   | Heiner Parra Colombie       | 18e                    |
| 173                                   | Roller Diagama Colombie     | HD-4                   |
| 174                                   | Cristian Sierra Colombie    | 76e                    |
| 175                                   | Diego Mancipe Colombie      | AB-7                   |
| 176                                   | Javier Gómez Colombie       | 56e                    |
| 177                                   | Marco Tulio Suesca Colombie | 75e                    |
| 178                                   | Juan Carlos Cruz Colombie   | 89e                    |
| Directeur sportif : Oliverio Cárdenas |                             |                        |

| Team Super Giros                           | Team Super Giros               | Team Super Giros |
| ------------------------------------------ | ------------------------------ | ---------------- |
| Num                                        | Coureur                        | Pos              |
| 181                                        | José Serpa Colombie            | 10e              |
| 182                                        | Salvador Moreno Colombie       | AB-12            |
| 183                                        | Luis Alfredo Martínez Colombie | 85e              |
| 184                                        | Fredy Piamonte Colombie        | 93e              |
| 185                                        | Fernando Camargo Colombie      | 34e              |
| 186                                        | Luis Miguel Martínez Colombie  | 43e              |
| 187                                        | Félix Barón Colombie           | 57e              |
| 188                                        | Raúl Narváez Colombie*         | 121e             |
| Directeur sportif : Luis Fernando Otalvaro |                                |                  |

| Lotería de Boyacá - Boyacá Raza de Campeones | Lotería de Boyacá - Boyacá Raza de Campeones | Lotería de Boyacá - Boyacá Raza de Campeones |
| -------------------------------------------- | -------------------------------------------- | -------------------------------------------- |
| Num                                          | Coureur                                      | Pos                                          |
| 191                                          | Robinson López Colombie**                    | 14e                                          |
| 193                                          | Franklin Buitrago Colombie*                  | AB-7                                         |
| 194                                          | Iván Romero Colombie*                        | 105e                                         |
| 195                                          | Johan Rincón Colombie*                       | HD-4                                         |
| 196                                          | Juan Diego Alba Colombie*                    | 81e                                          |
| 197                                          | José Jiménez Colombie                        | 86e                                          |
| 198                                          | Johan Guzmán Colombie*                       | HD-5                                         |
| Directeur sportif : Fernando López           |                                              |                                              |

| Tolima - Carnaval del Pollo - Sheffy | Tolima - Carnaval del Pollo - Sheffy | Tolima - Carnaval del Pollo - Sheffy |
| ------------------------------------ | ------------------------------------ | ------------------------------------ |
| Num                                  | Coureur                              | Pos                                  |
| 201                                  | Diego Quintero Colombie              | 20e                                  |
| 202                                  | Jefferson Vargas Colombie            | 65e                                  |
| 203                                  | Carlos Lievano Colombie*             | 123e                                 |
| 204                                  | William García Colombie              | AB-6                                 |
| 205                                  | Cristian Tobar Colombie*             | 53e                                  |
| 206                                  | José Bernal Colombie                 | 54e                                  |
| 207                                  | Yerzon Sánchez Colombie              | 90e                                  |
| 208                                  | Julián Cardona Colombie              | 91e                                  |
| Directeur sportif : Nazario Arango   |                                      |                                      |

| Cundinamarca - Aguardiente Néctar - 4WD Rent a Car - IMRD Chía | Cundinamarca - Aguardiente Néctar - 4WD Rent a Car - IMRD Chía | Cundinamarca - Aguardiente Néctar - 4WD Rent a Car - IMRD Chía |
| -------------------------------------------------------------- | -------------------------------------------------------------- | -------------------------------------------------------------- |
| Num                                                            | Coureur                                                        | Pos                                                            |
| 211                                                            | Camilo Castiblanco Colombie                                    | AB-6                                                           |
| 212                                                            | Rafael Hernández Colombie*                                     | 103e                                                           |
| 213                                                            | Miguel Ángel Velandia Colombie*                                | 116e                                                           |
| 214                                                            | Luis Barajas Colombie*                                         | AB-12                                                          |
| 215                                                            | Heiner González Colombie*                                      | NP-1                                                           |
| 216                                                            | Aldemar Herrera Colombie                                       | AB-10                                                          |
| Directeur sportif : Danilo Alvis                               |                                                                |                                                                |

| Soacha Juntos Formando Ciudad     | Soacha Juntos Formando Ciudad | Soacha Juntos Formando Ciudad |
| --------------------------------- | ----------------------------- | ----------------------------- |
| Num                               | Coureur                       | Pos                           |
| 221                               | Brayan Báez Colombie*         | AB-4                          |
| 222                               | Jonathan Toussaint Colombie   | 112e                          |
| 223                               | Fabian Cifuentes Colombie*    | HD-5                          |
| 224                               | Ángel Báez Colombie*          | HD-5                          |
| 225                               | Jonathan Rodríguez Colombie   | 108e                          |
| Directeur sportif : Camilo Torres |                               |                               |

| JB Ropa Deportiva                | JB Ropa Deportiva           | JB Ropa Deportiva |
| -------------------------------- | --------------------------- | ----------------- |
| Num                              | Coureur                     | Pos               |
| 231                              | Anderson Paredes Venezuela* | 21e               |
| 232                              | Fernando Briceño Venezuela  | HD-4              |
| 233                              | Diego Ruiz Colombie         | AB-6              |
| 234                              | Cristian Torres Colombie    | HD-4              |
| 235                              | Jorge Abreu Venezuela       | HD-5              |
| 236                              | Cristian Gutíerrez Colombie | HD-12             |
| 237                              | Jhoan Caicedo Colombie      | 104e              |
| 238                              | Jessid Rincón Colombie      | AB-12             |
| Directeur sportif : Julio Bernal |                             |                   |